# Église Saint-Eutrope de Bellefond
Pour les articles homonymes, voir Église Saint-Eutrope.
L'église Saint-Eutrope est une église catholique située dans la commune de Bellefond, dans le département de la Gironde, en France.

## Localisation
L'église se trouve au sud du lieu-dit le Bourg, dans la partie ouest de l'agglomération.

## Historique
L'église fut mise en chantier par des chanoines réguliers de l'ordre de Saint-Augustin, qui n'eurent jamais les moyens de terminer la nef. Le prieuré de Bellefond fut soumis en 1186 au monastère de La Sauve-Majeure.
Seuls furent construits le mur occidental, un transept de 22 mètres et une abside de 16,8 mètres flanquée d’absidioles au nord et au sud. La façade ouest édifiée au XIIIe siècle, vraisemblablement à titre provisoire dans l'attente d'une meilleure fortune, donne à l'ensemble un caractère singulier.
L'entrée actuelle de l'église est aménagée à la croisée nord du transept, dans un mur construit en 1865. À l'intérieur, les chapiteaux de l'abside révèlent des caractères communs avec ceux de la partie haute de la nef de l'abbaye de La Sauve-Majeure, réalisés au cours de la seconde moitié du XIIe siècle. À l'extérieur, les chapiteaux gothiques de l'absidiole sud ont été remaniés à l'occasion du rehaussement du mur sud-est du sanctuaire.
D'importantes dégradations furent faites à l'église et aux bâtiments claustraux durant les guerres de religion, au XVIe siècle. L'absidiole nord fut rasée vers 1850.

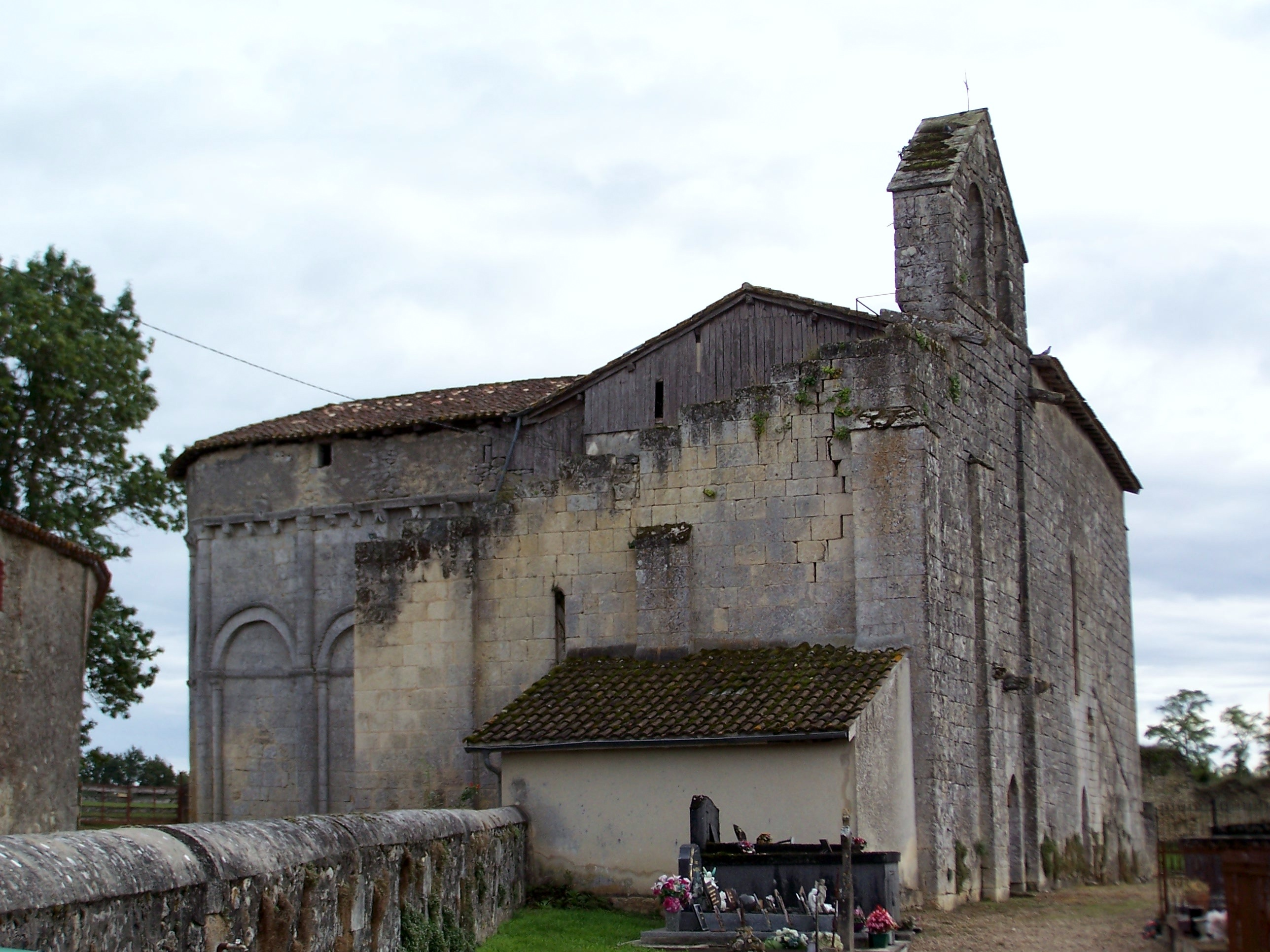
Vue nord-ouest (oct. 2012).
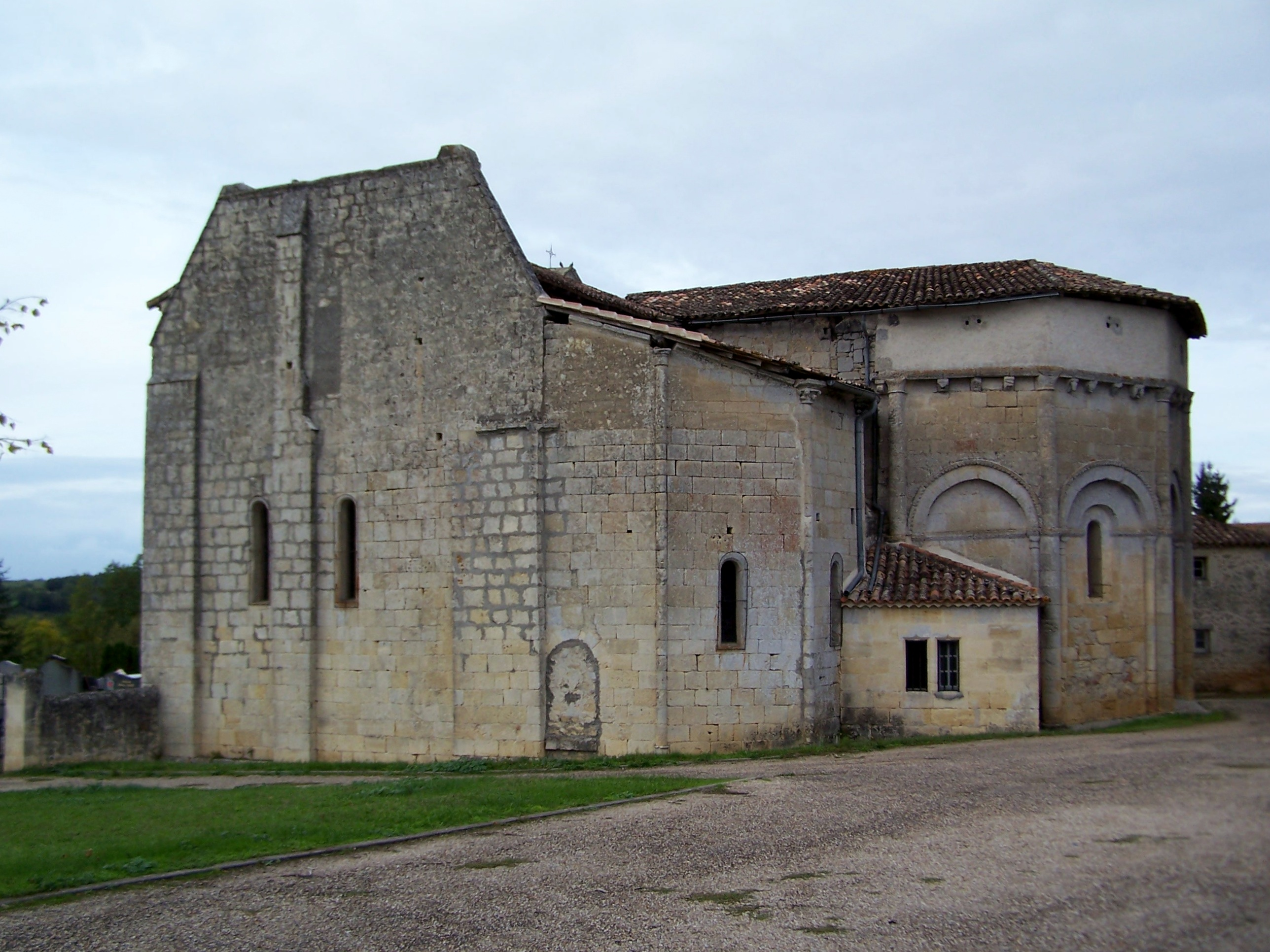
Vue sud-ouest (oct. 2012).
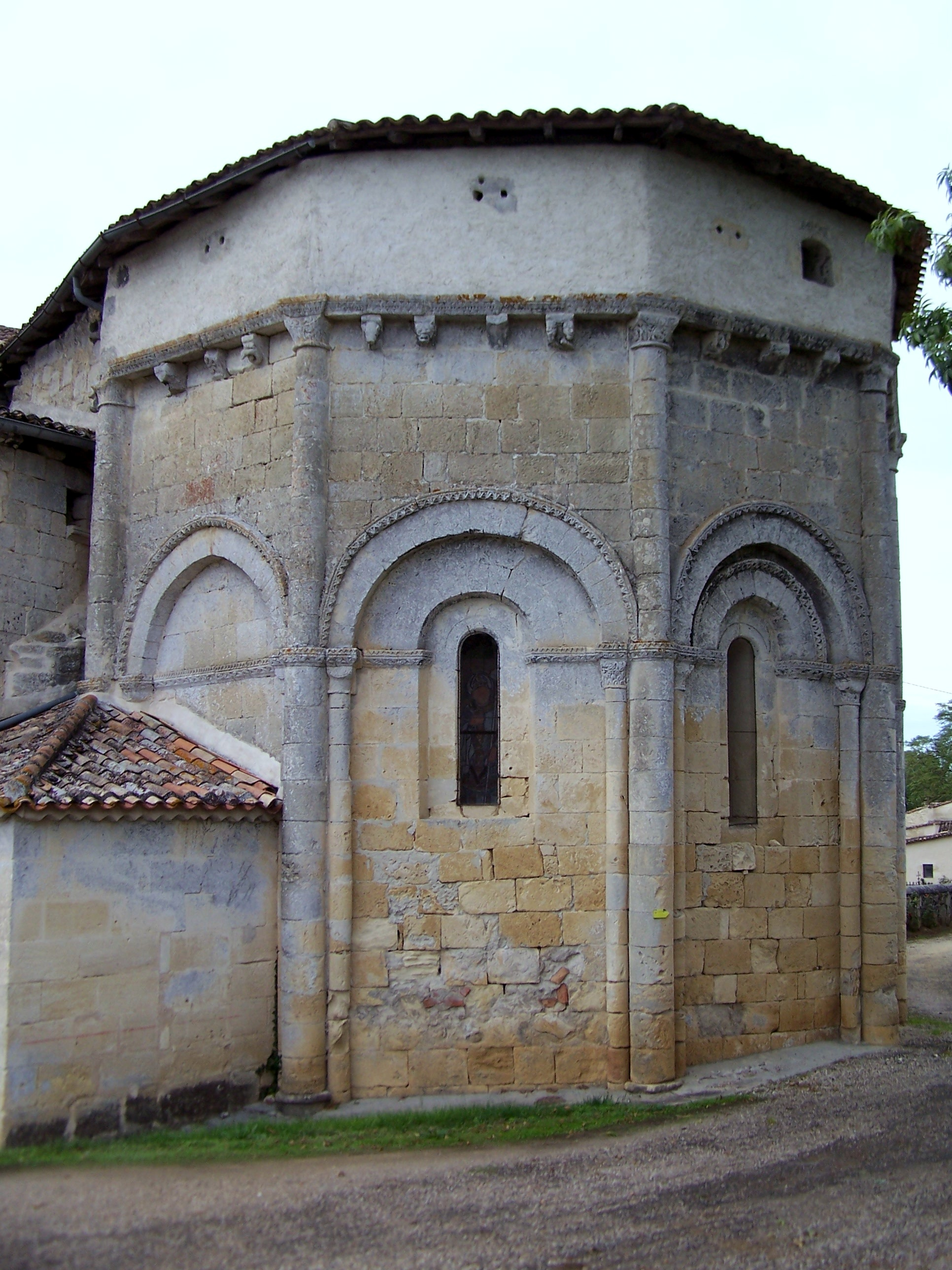
Le chevet pentagonal au sud (oct. 2012).
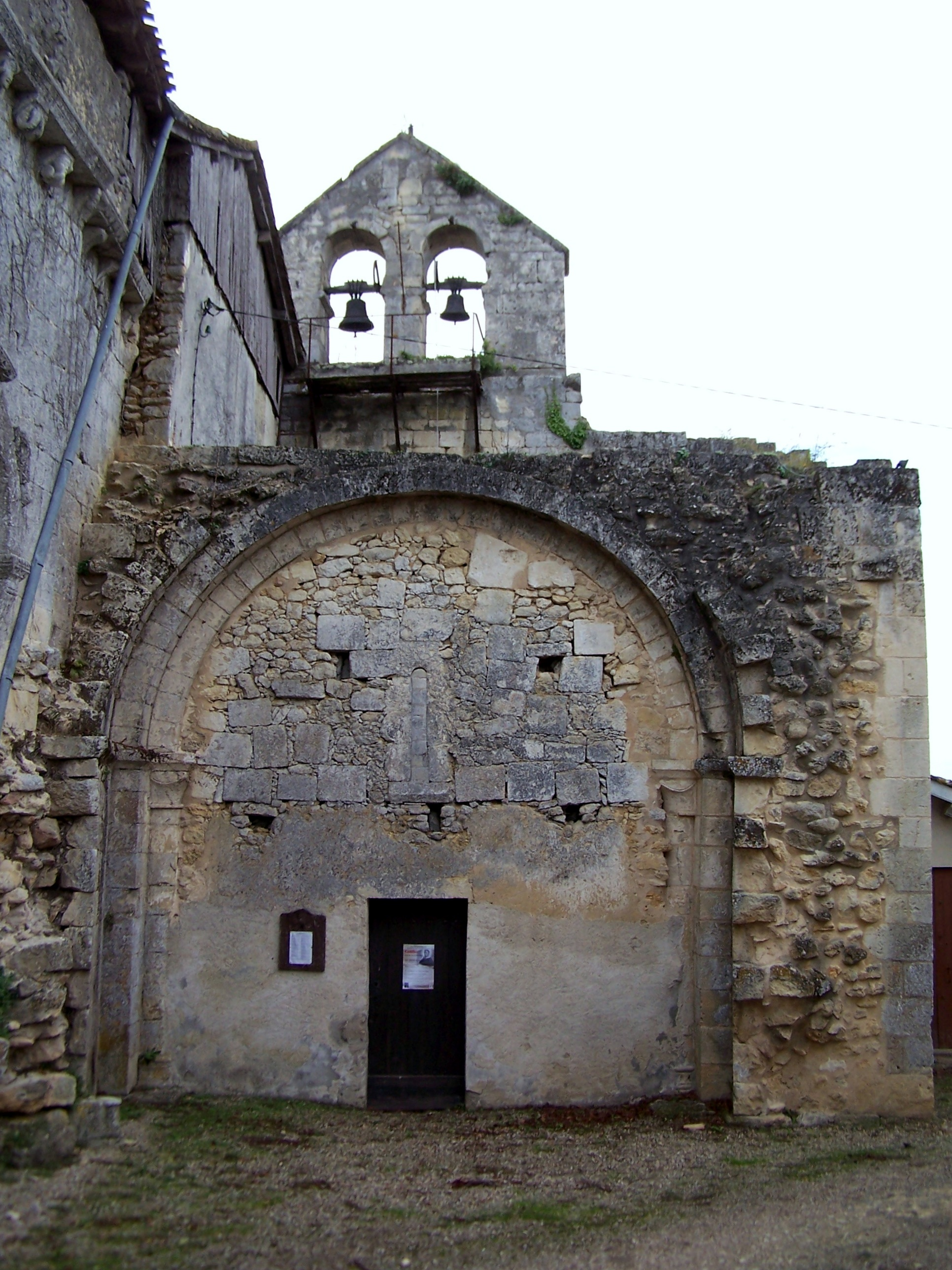
Embryon de bras de transept nord et clocher-mur (oct. 2012)
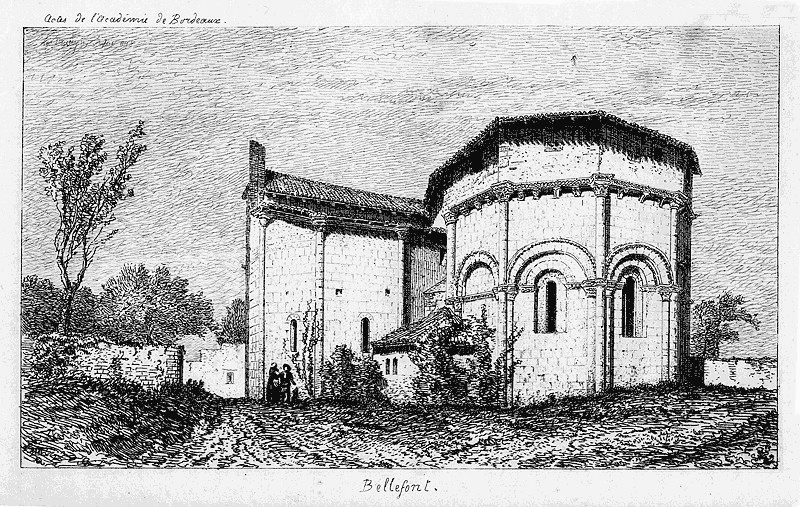
L'église vue du sud-ouest, dessin de Léo Drouyn (1878).

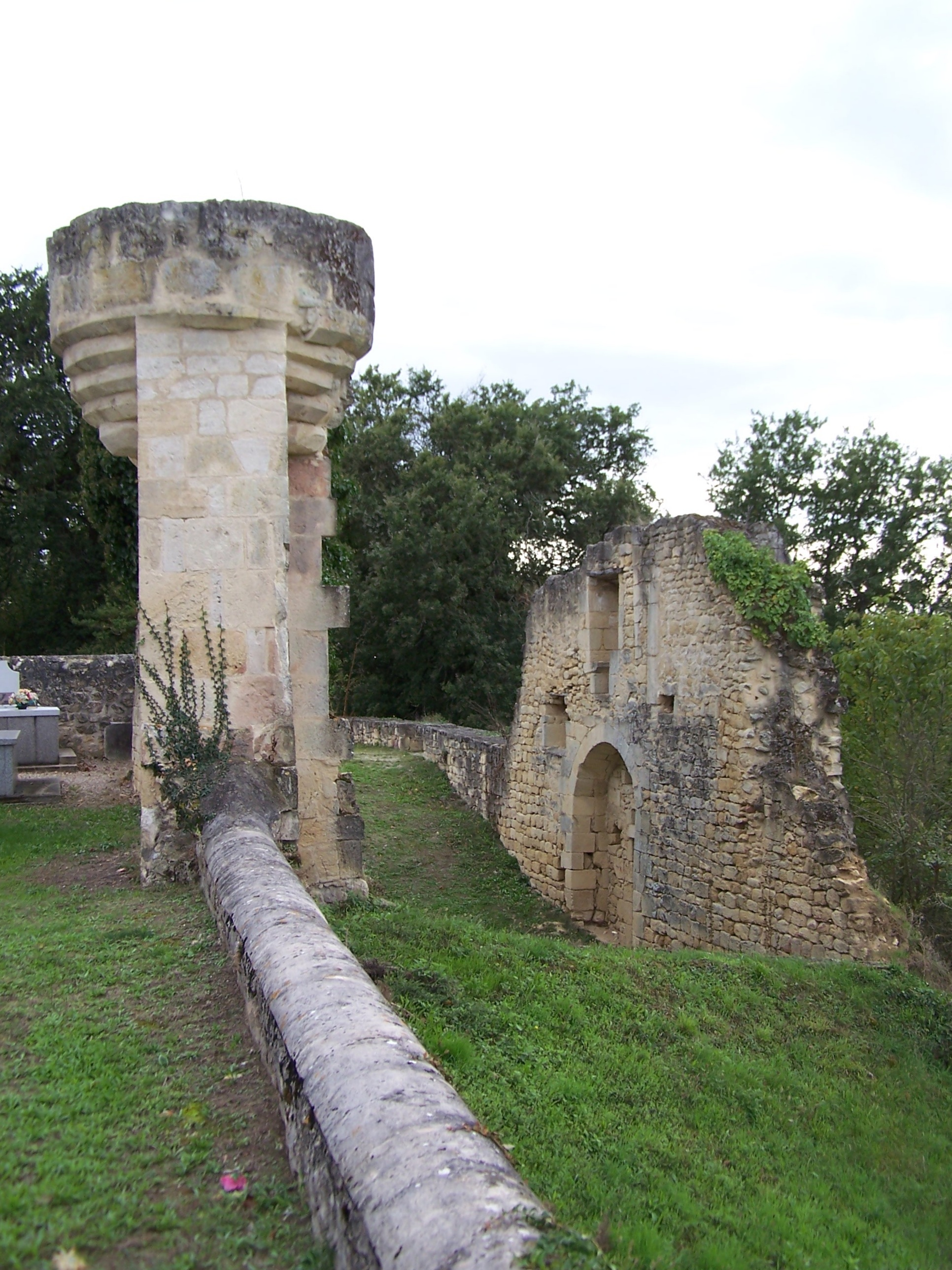
Ruines du prieuré (oct. 2012)
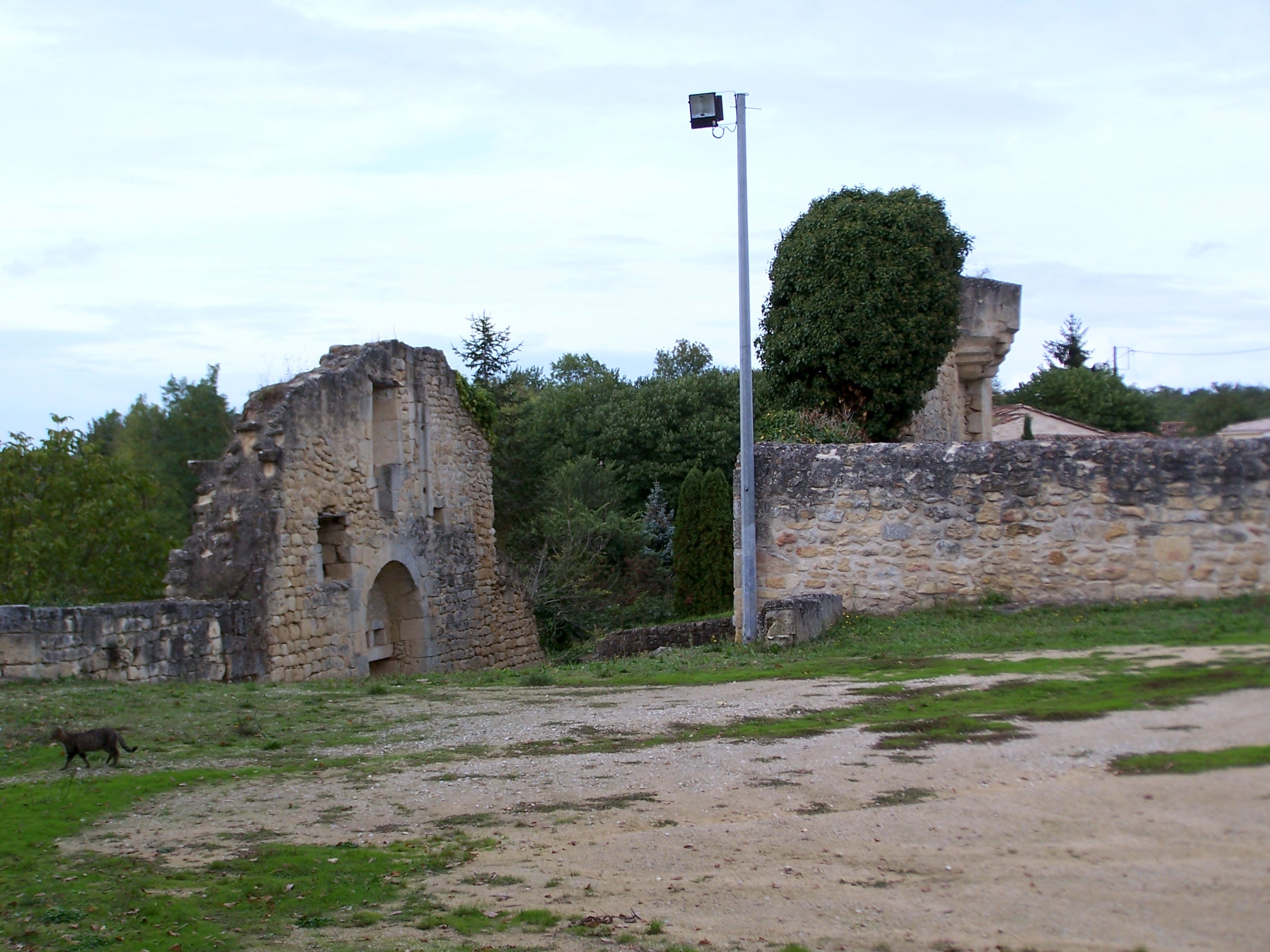
Ruines du prieuré (oct. 2012)

L'édifice est inscrit au titre des monuments historiques par arrêté du 3 novembre 1925 et les ruines de l'ancien prieuré par arrêté du 12 avril 2001.

## L'intérieur de l'église
- Le décor du programme principal à l'intérieur de l'église est exclusivement abstrait et dépourvu de tout thème historié.
- Fonts baptismaux : ils datent du XIVe siècle ; ils proviennent de la chapelle Saint-Jean-Porte-Latine de La Goilanne, construite au XIIIe, mais maintenant détruite.

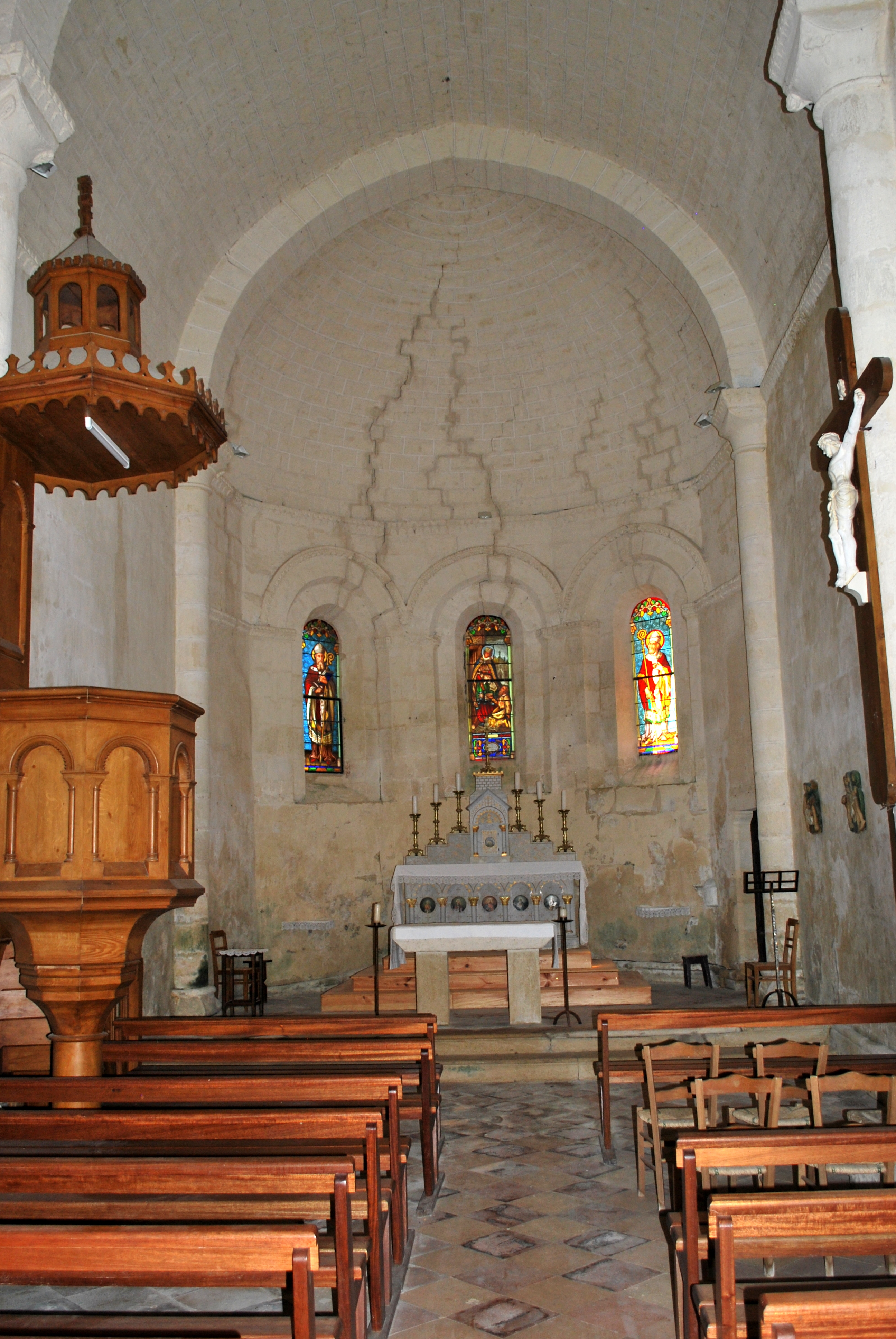
La nef.
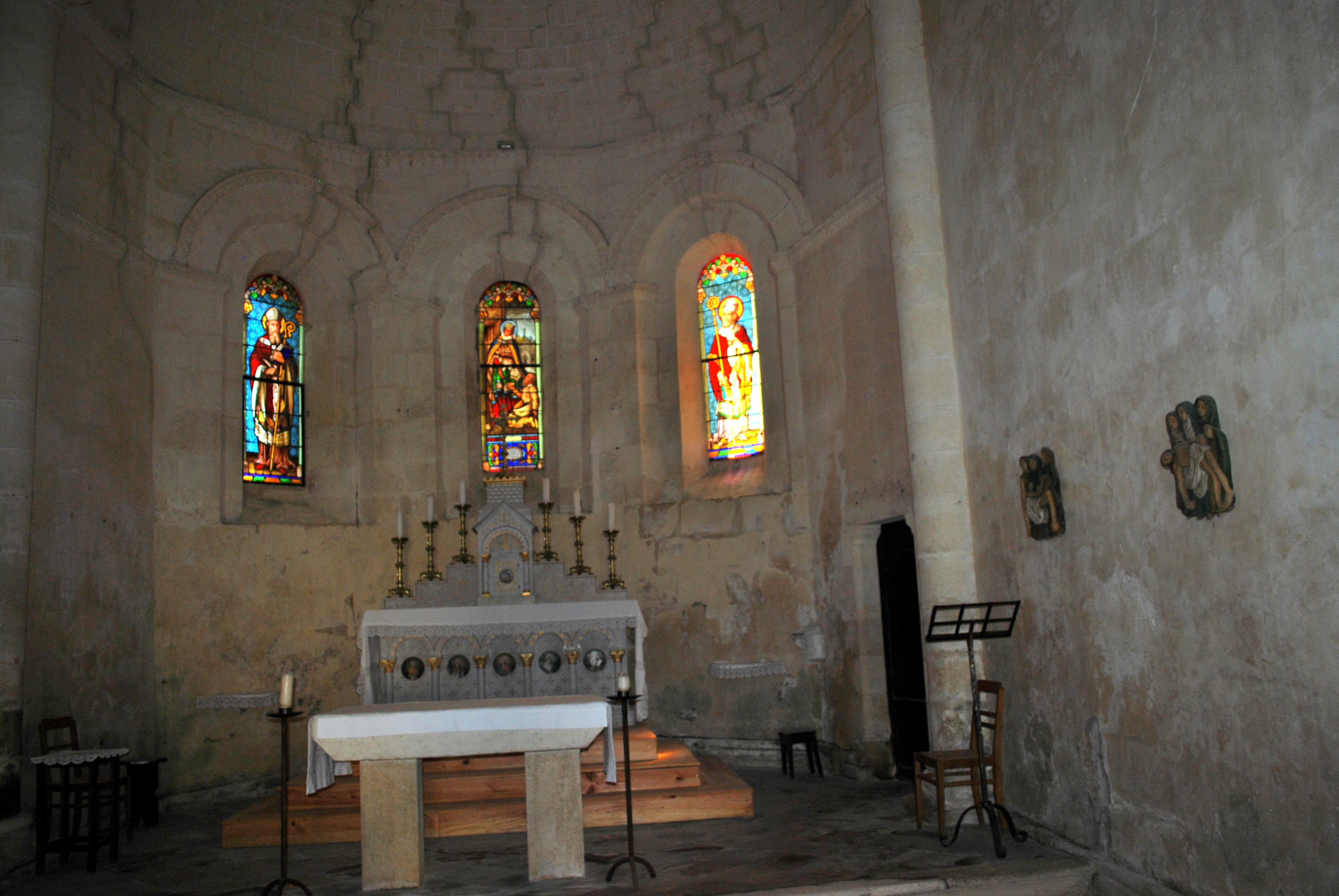
Le sanctuaire.
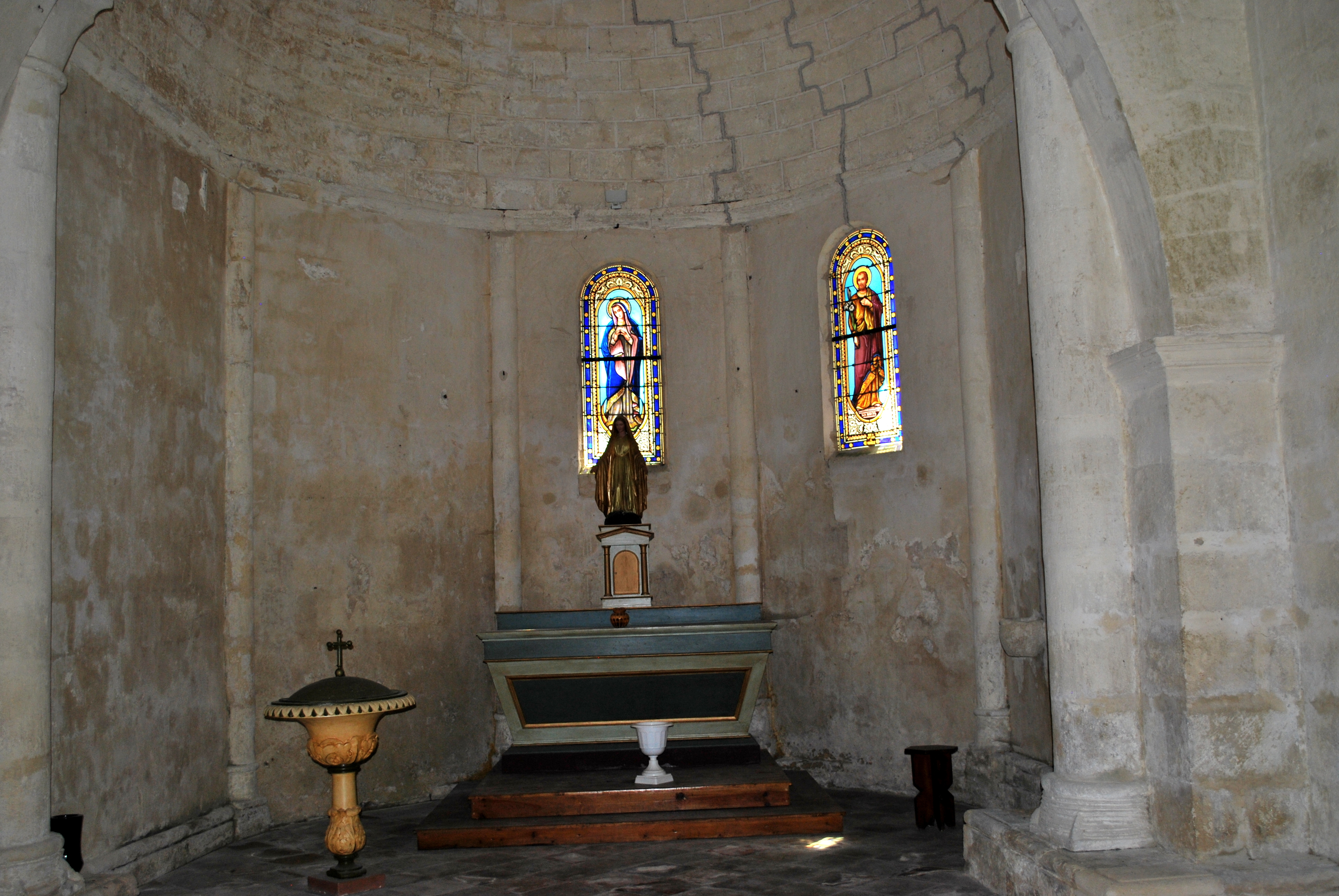
L'absidiole sud.
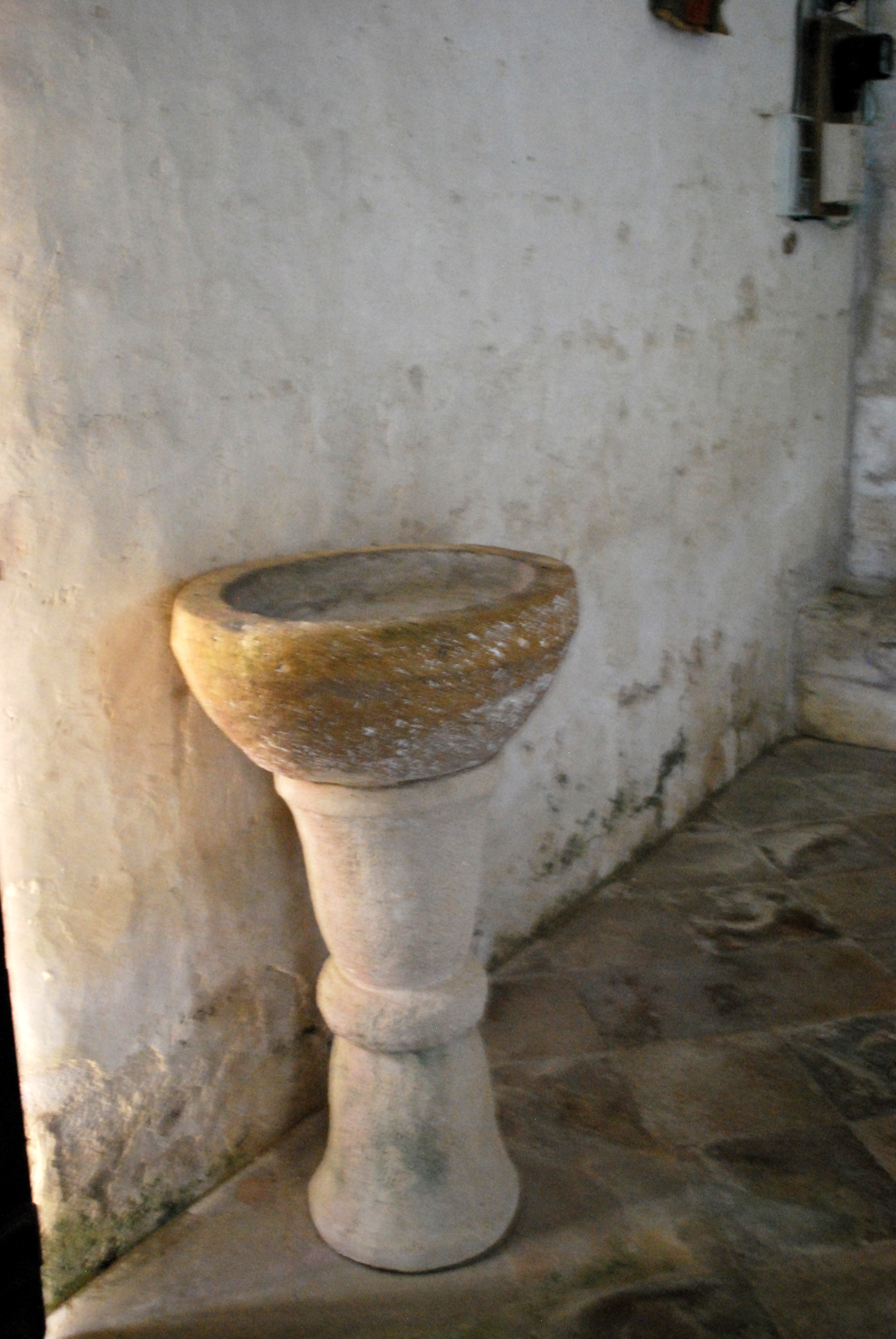
Bénitier.
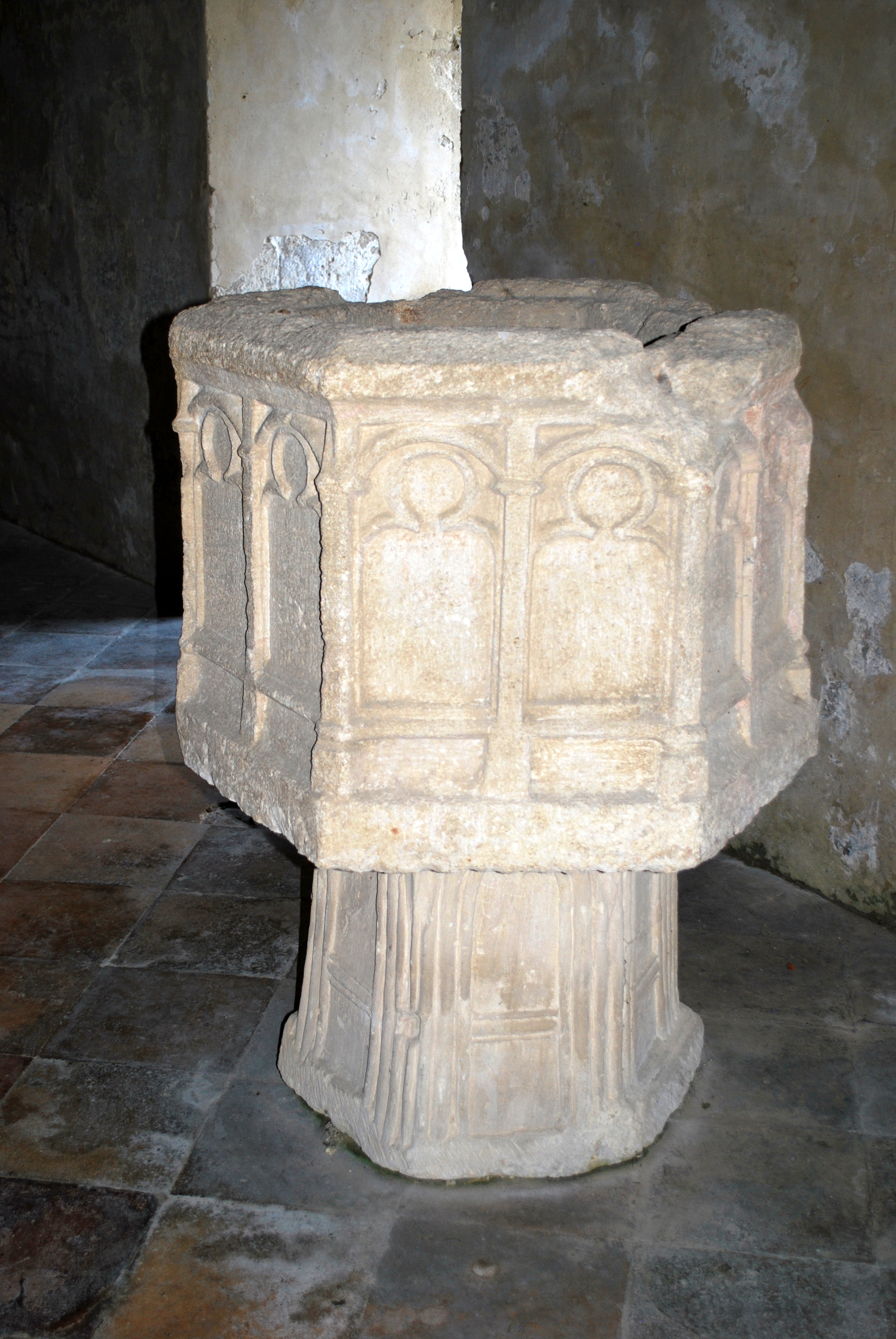
Fonts baptismaux.
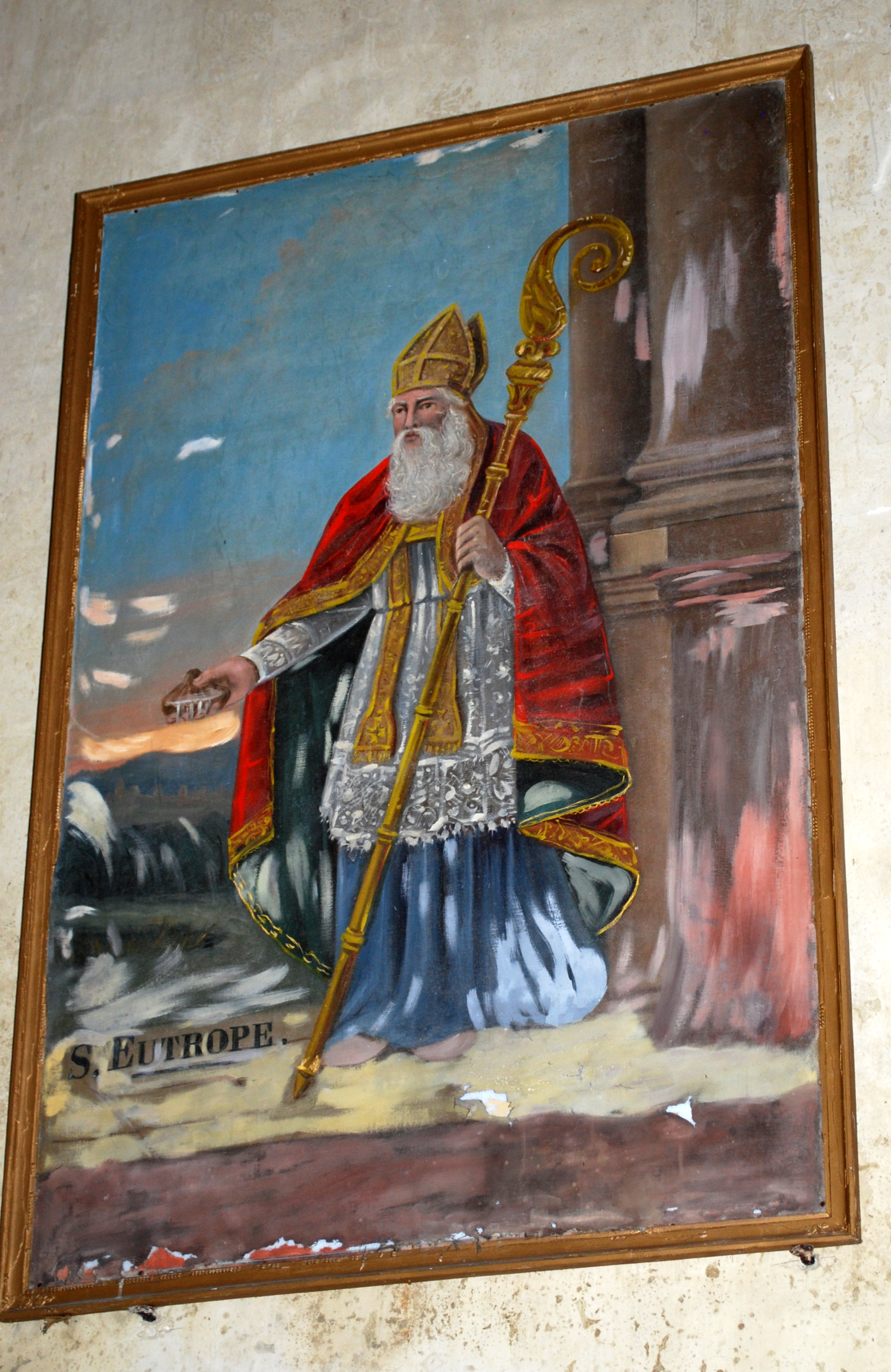
Saint Eutrope

- Les vitraux de l'abside, qui datent de 1867, sont un don de J.L. Aymen, et l’œuvre de l'atelier Lieuzère et fils de Bordeaux.

Vitraux de l'abside
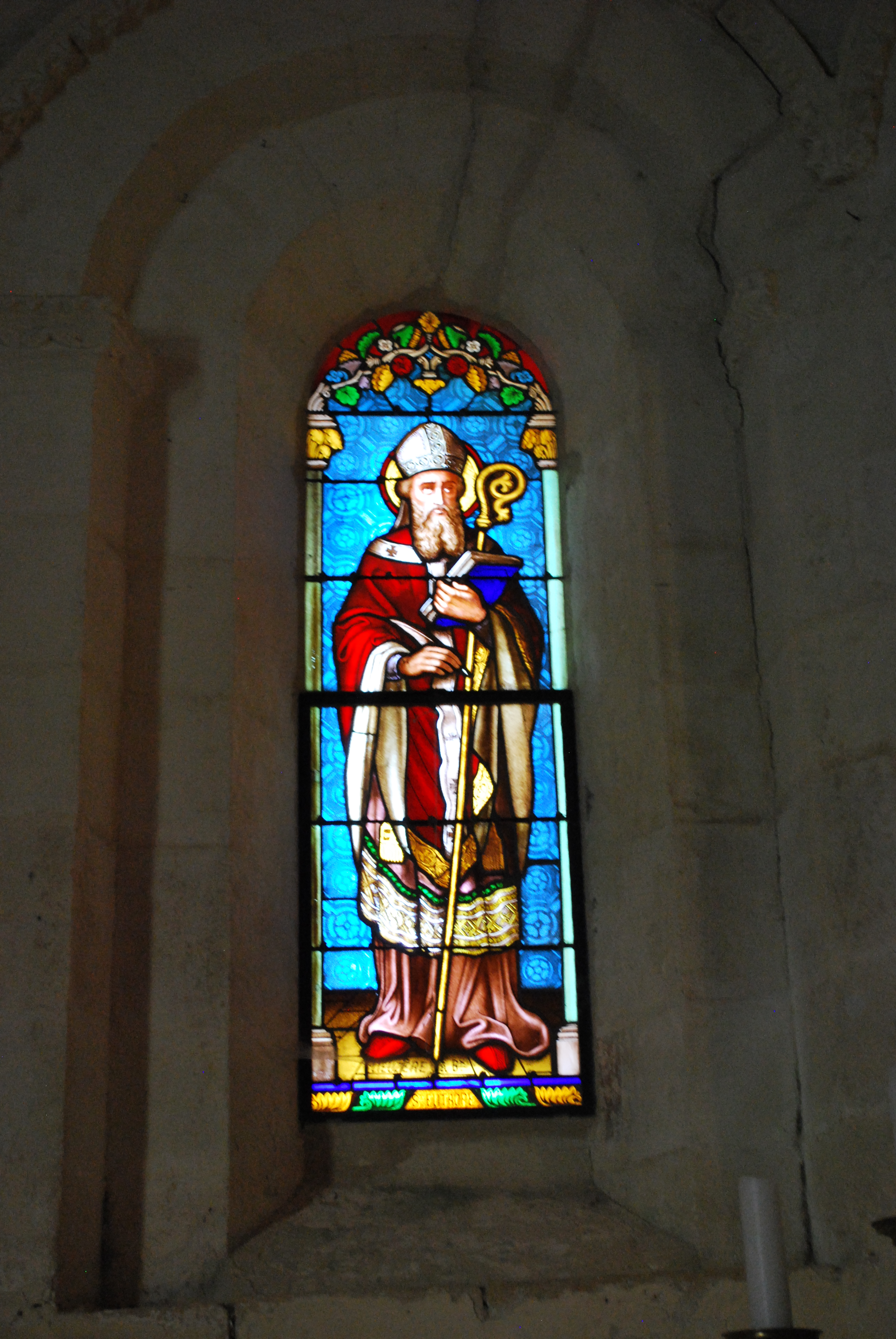
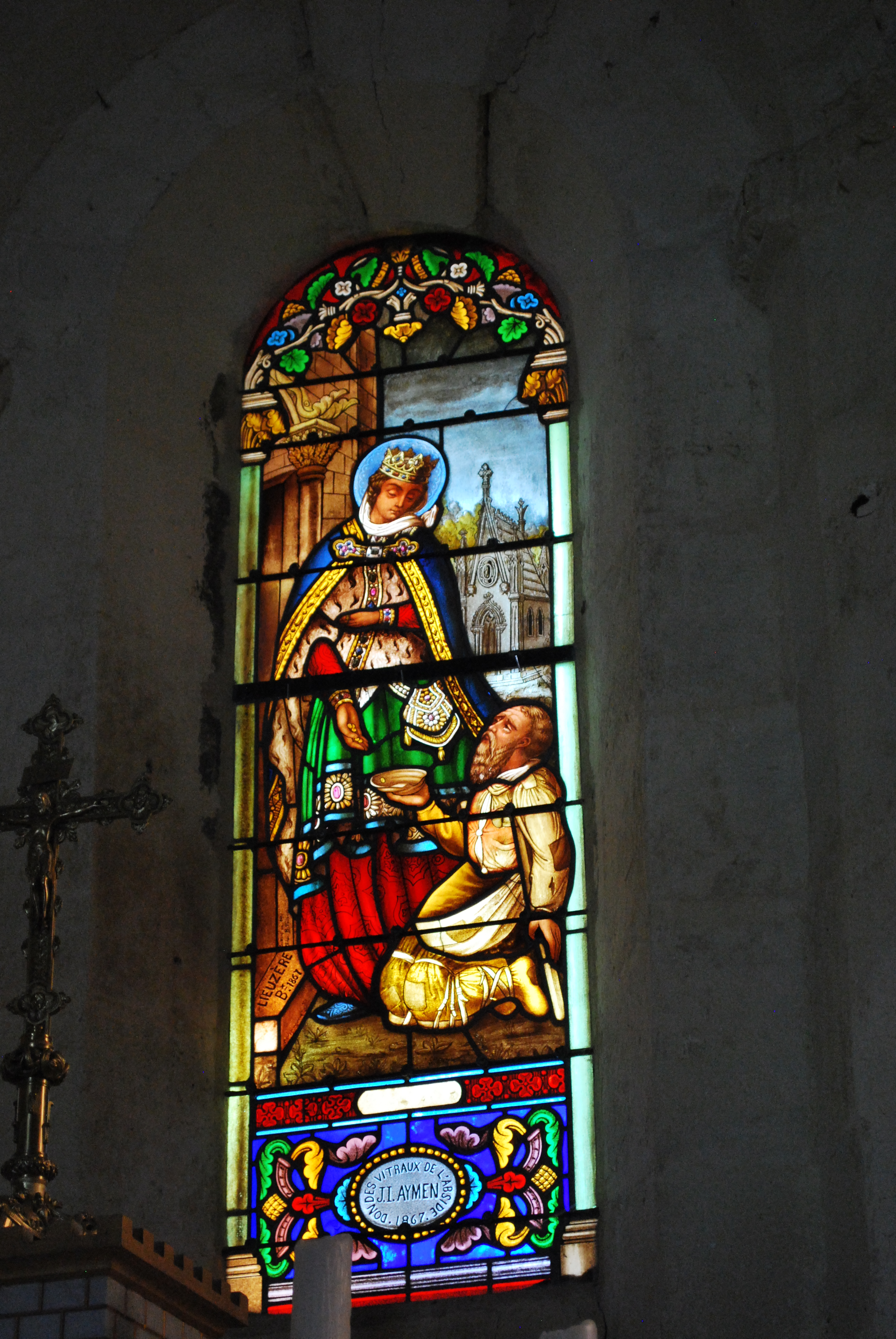
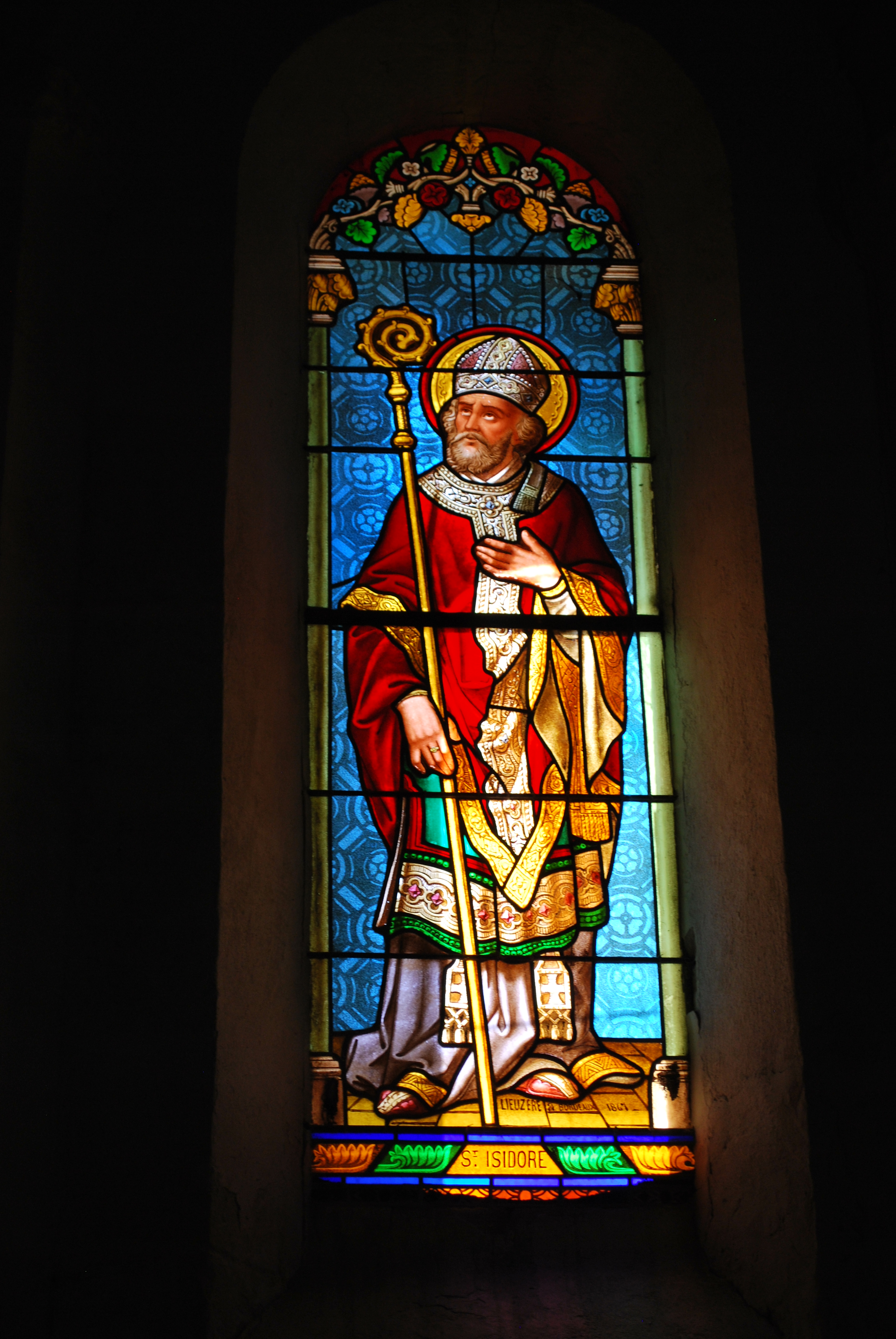

- Les vitraux de l'absidiole sud et le mur sud, qui datent de 1886, sont un don de monsieur Juste de Minvielle et l'œuvre de l'atelier G.P. Dagrand de Bordeaux.

Viraux de l'absidiole et mur sud
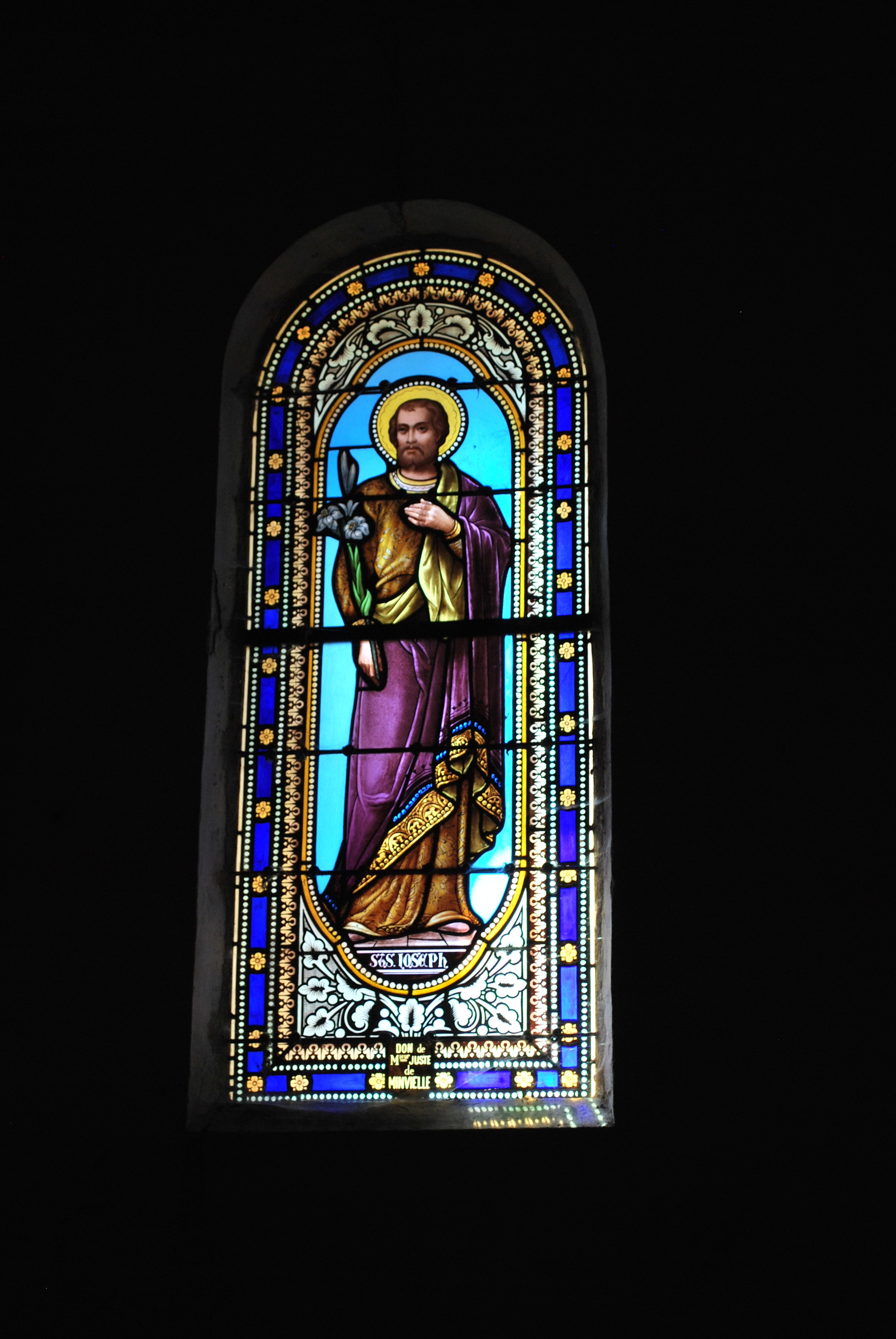
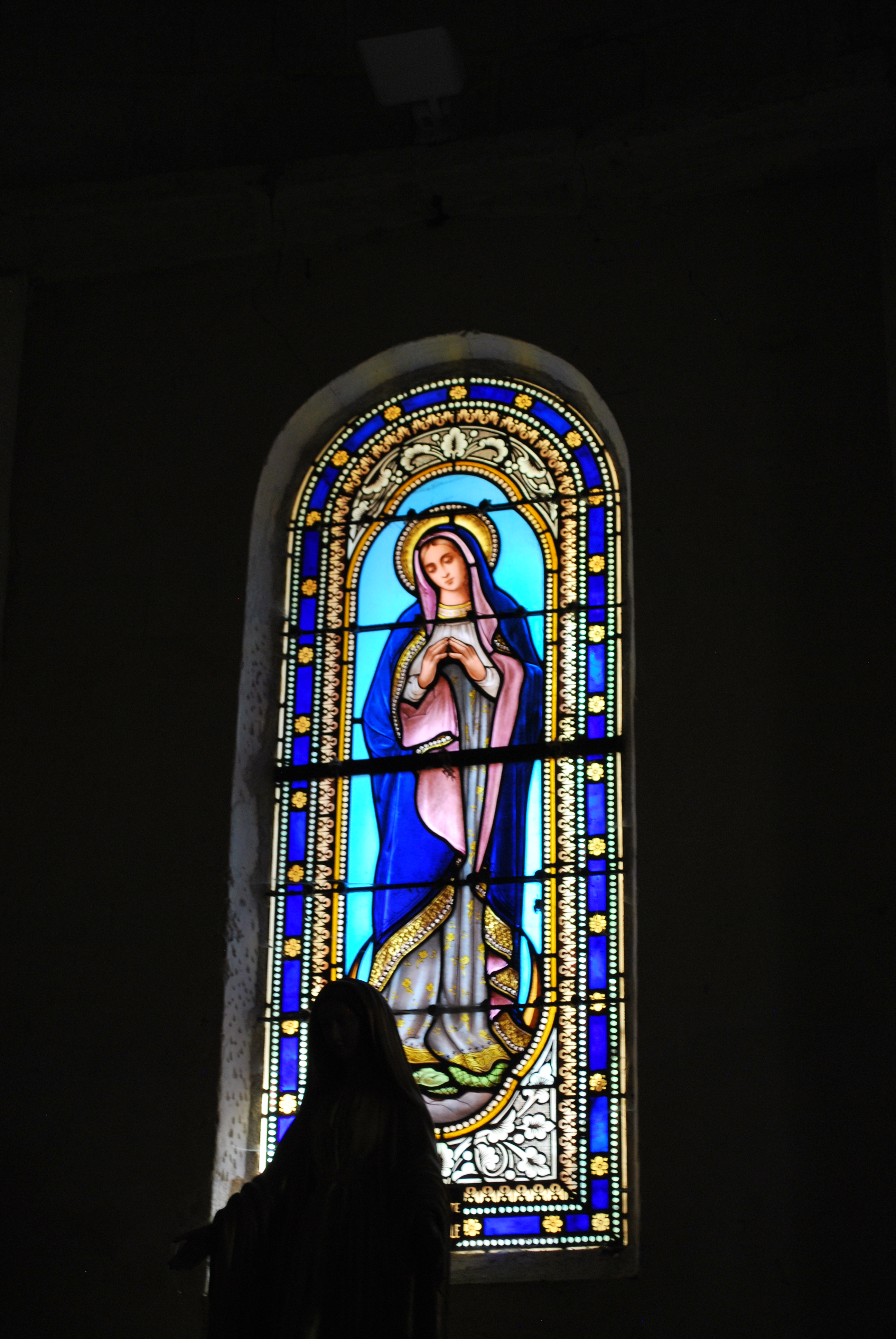
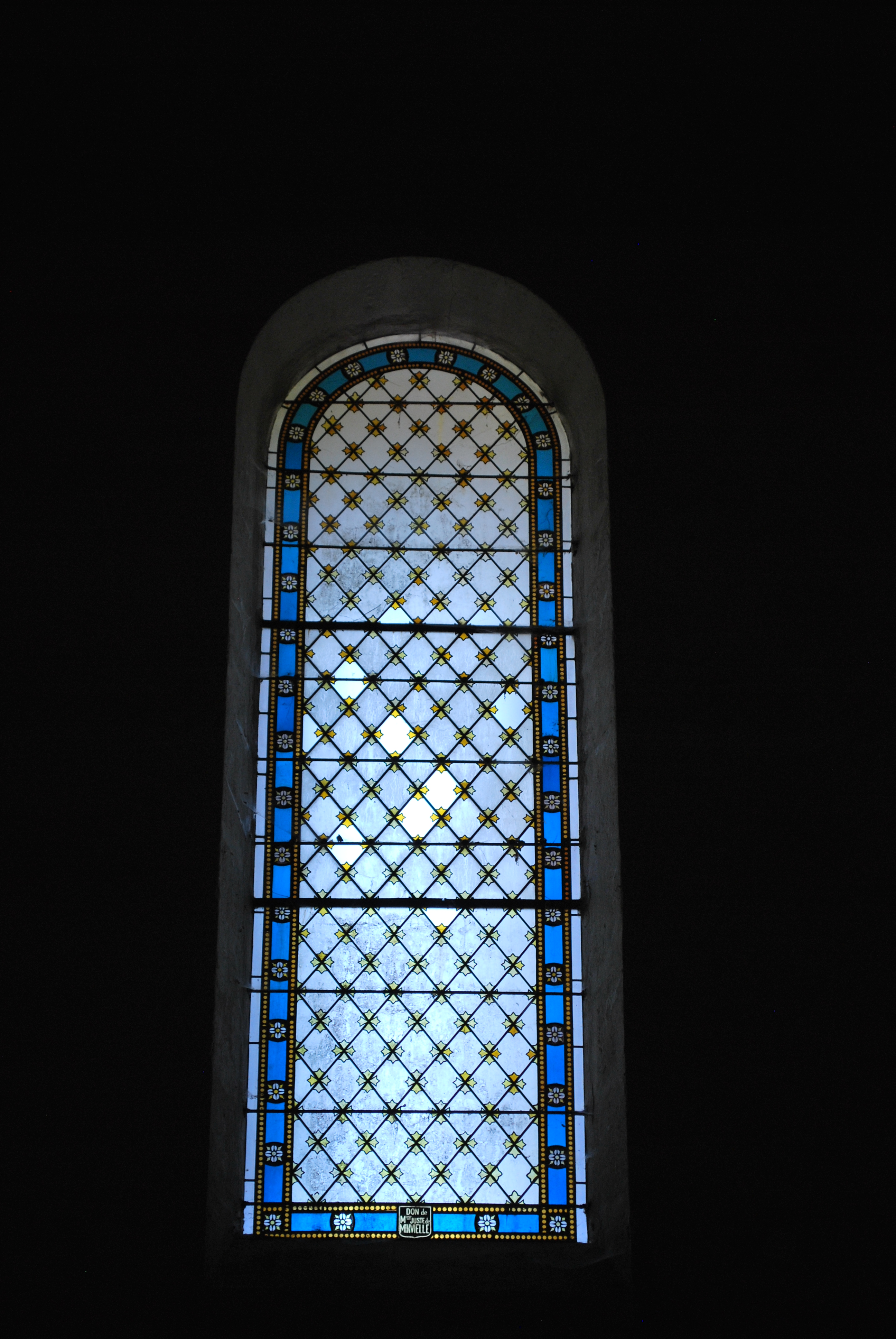
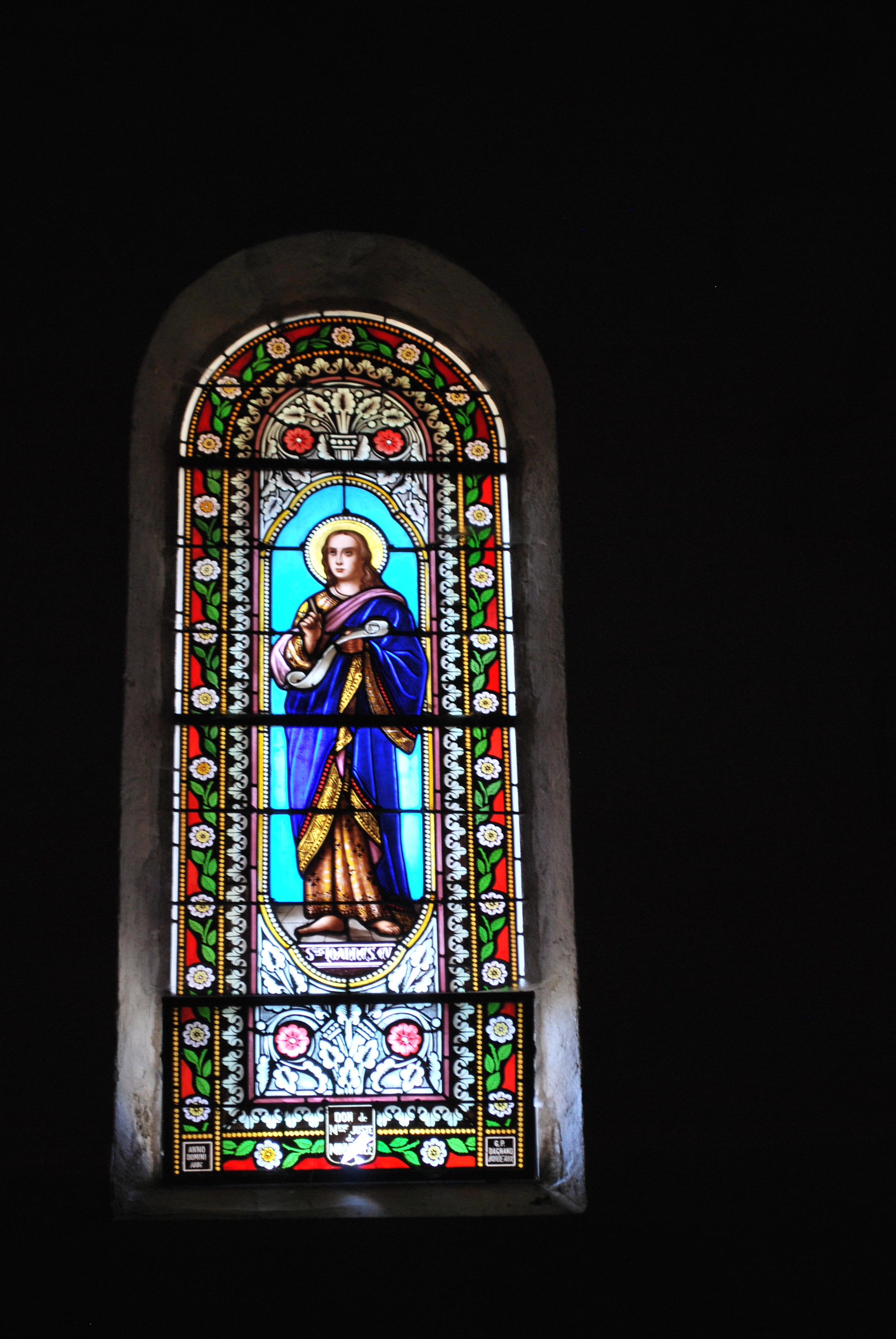
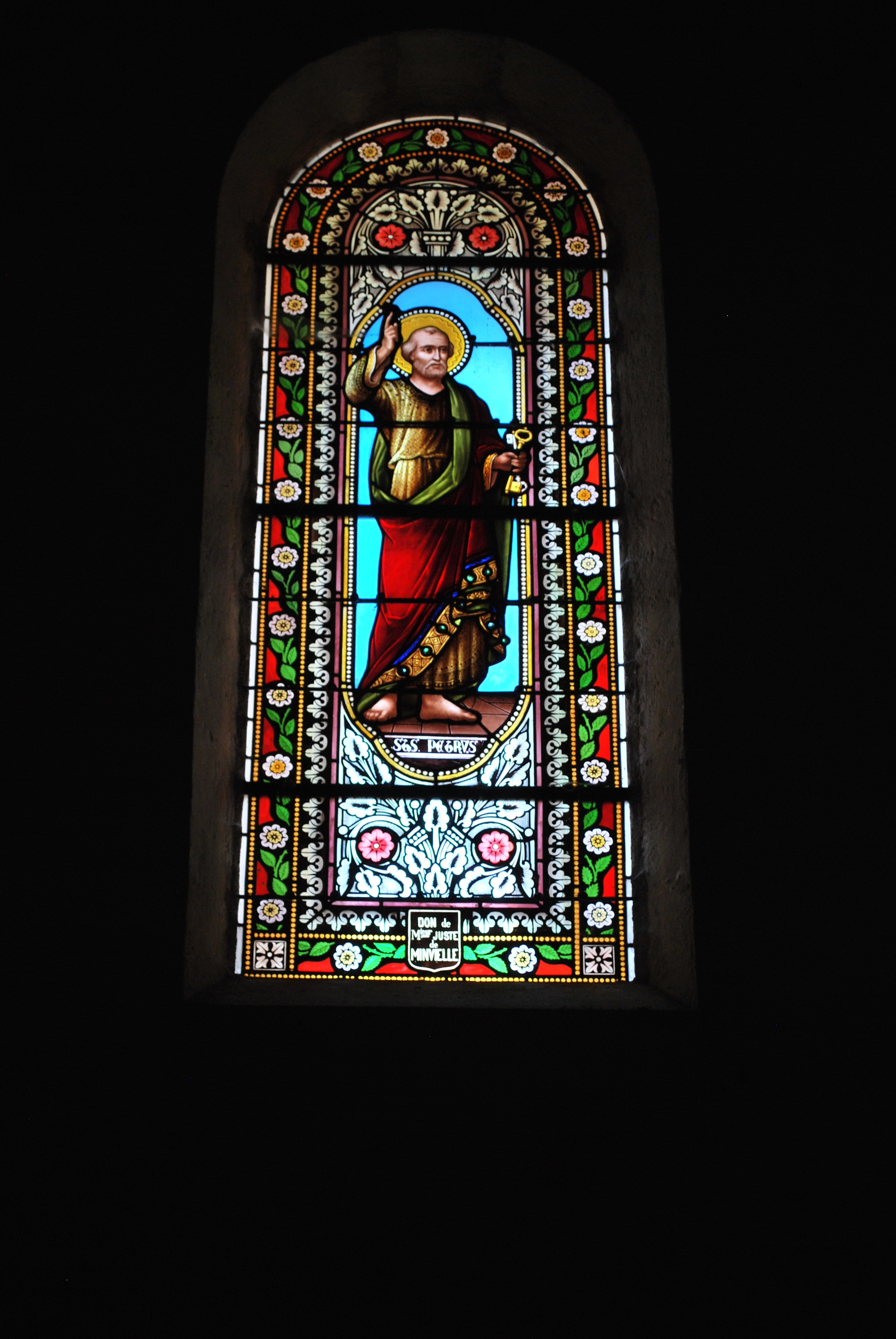

## Les modillons
Le programme secondaire est situé à l'extérieur et est constitué d'une suite de modillons figurés qui insistent lourdement sur les écueils du vœu de chasteté. Le relâchement des chanoines profita aux bénédictins de La Sauve, qui héritèrent du prieuré en 1190.
Les représentations humaines qui figurent parmi les modillons sont des « classiques » de la région d'Aquitaine pour dénoncer les ' relations impures » entre hommes : le lisseur de barbe, l'exhibitionniste anal, homme bicéphale et deux hommes liés par un serpent, dans le voisinage de bêtes maléfiques. Voir l'article Iconographie des modillons romans pour plus de détails.

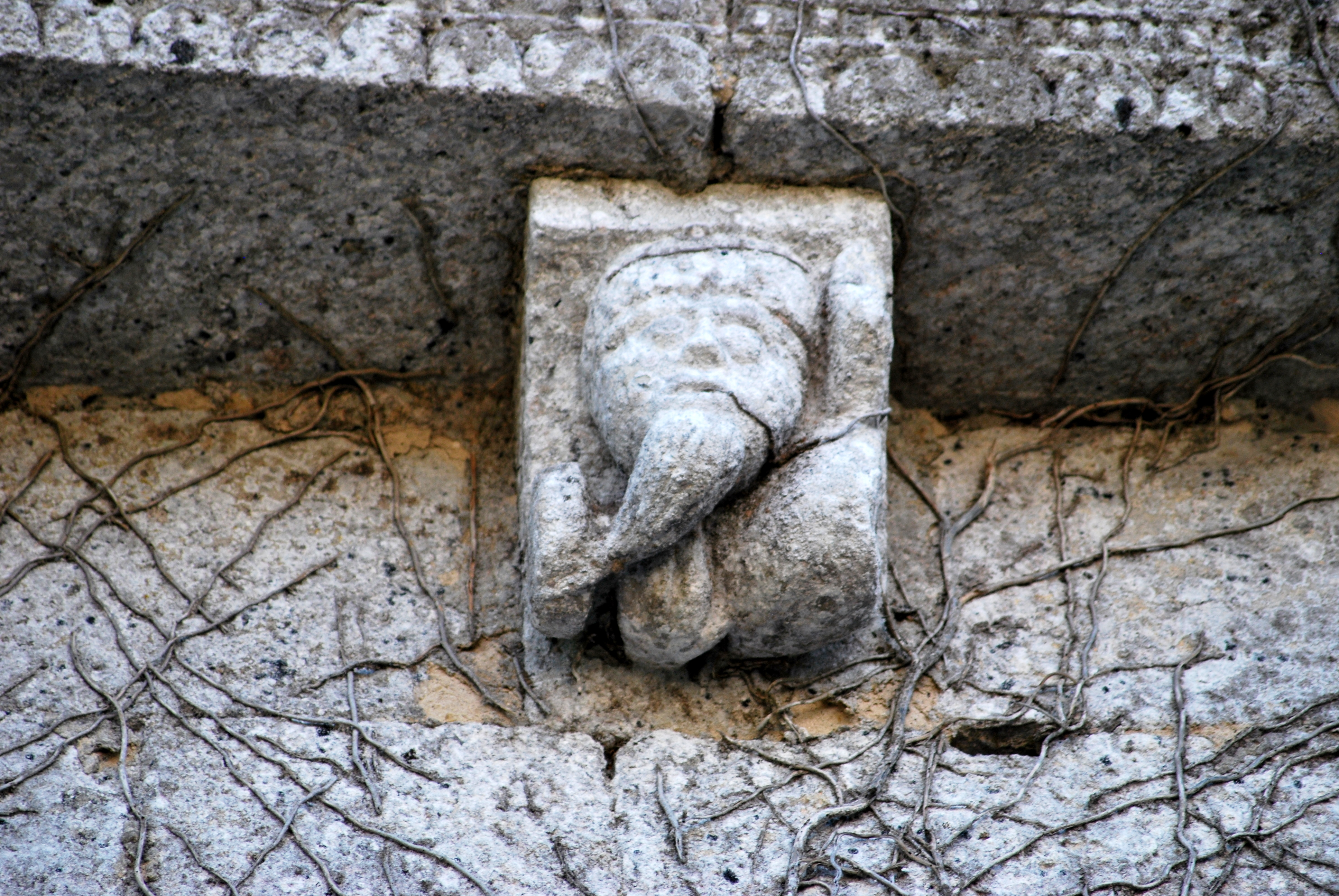
Lisseur de barbe.
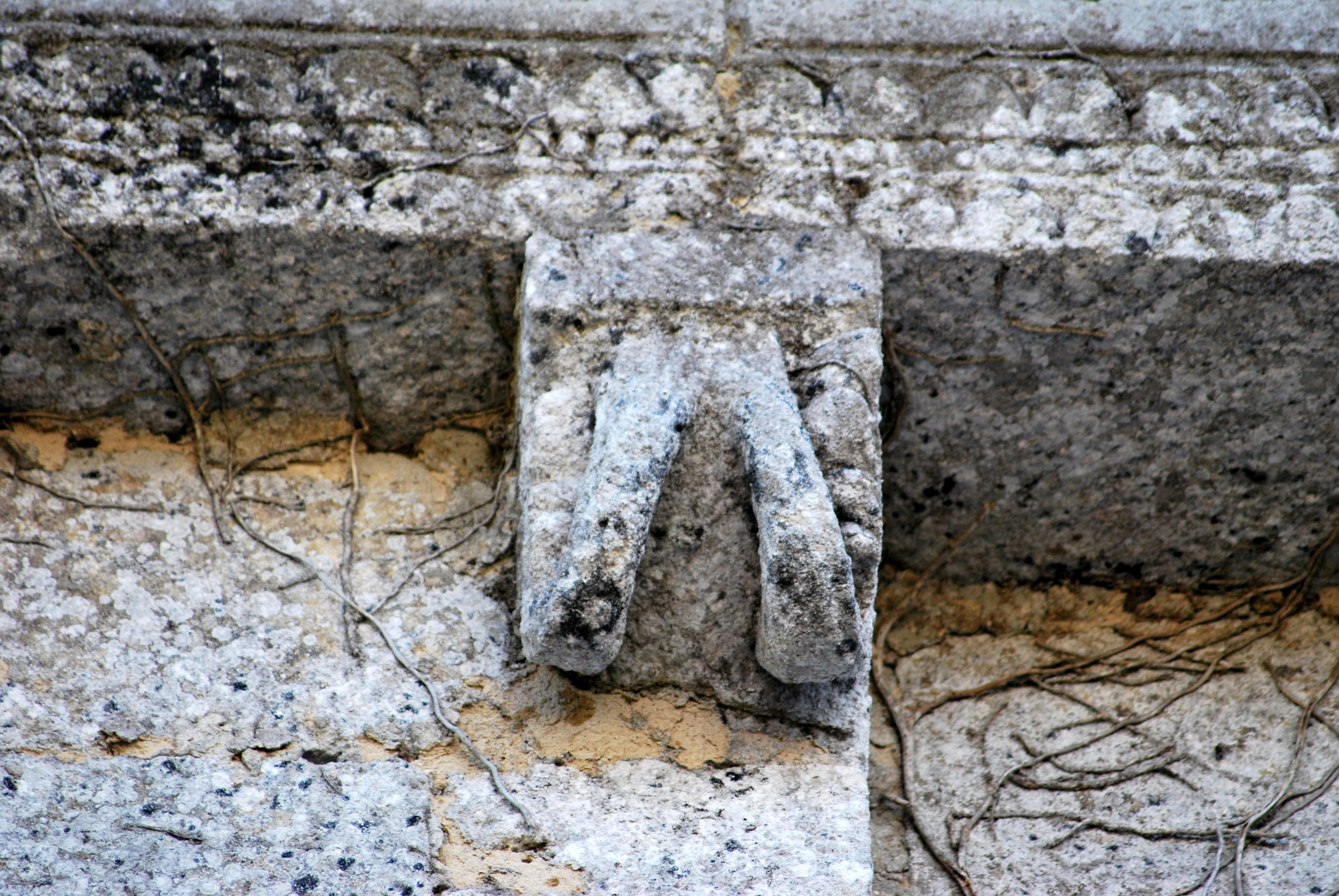
Homme avec les mains sur la tête.
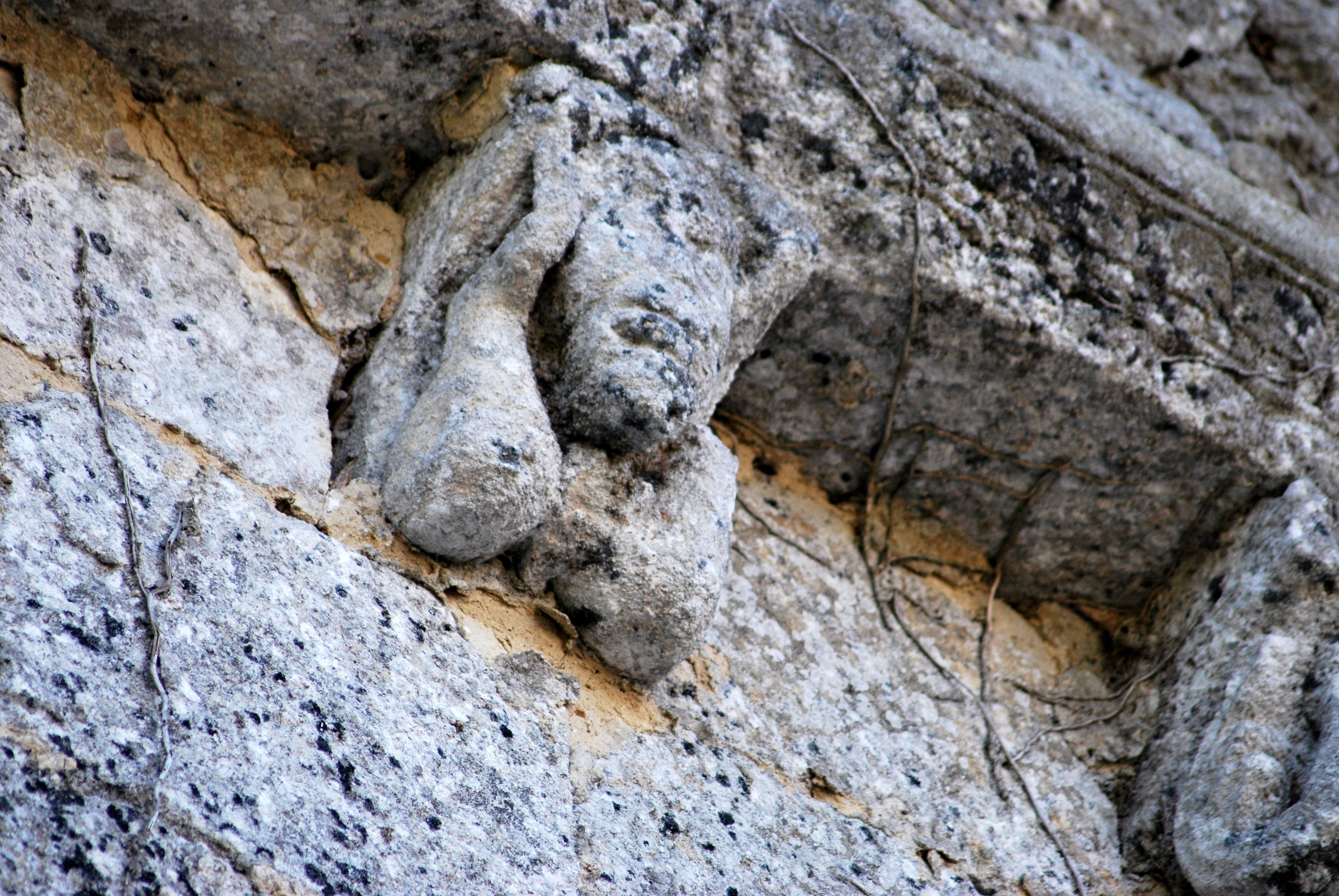
Exhibitionniste anal
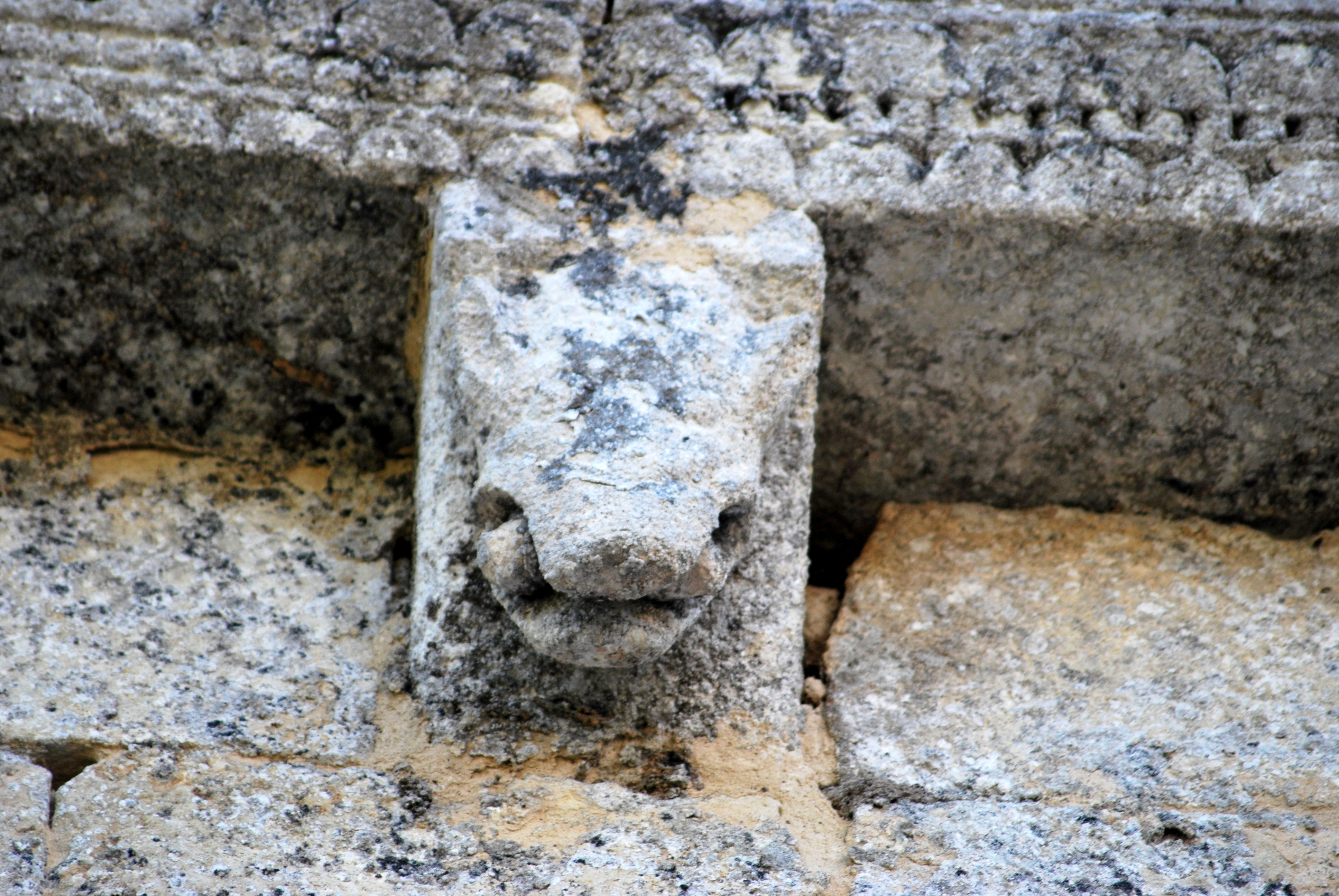
Bête avec proie.
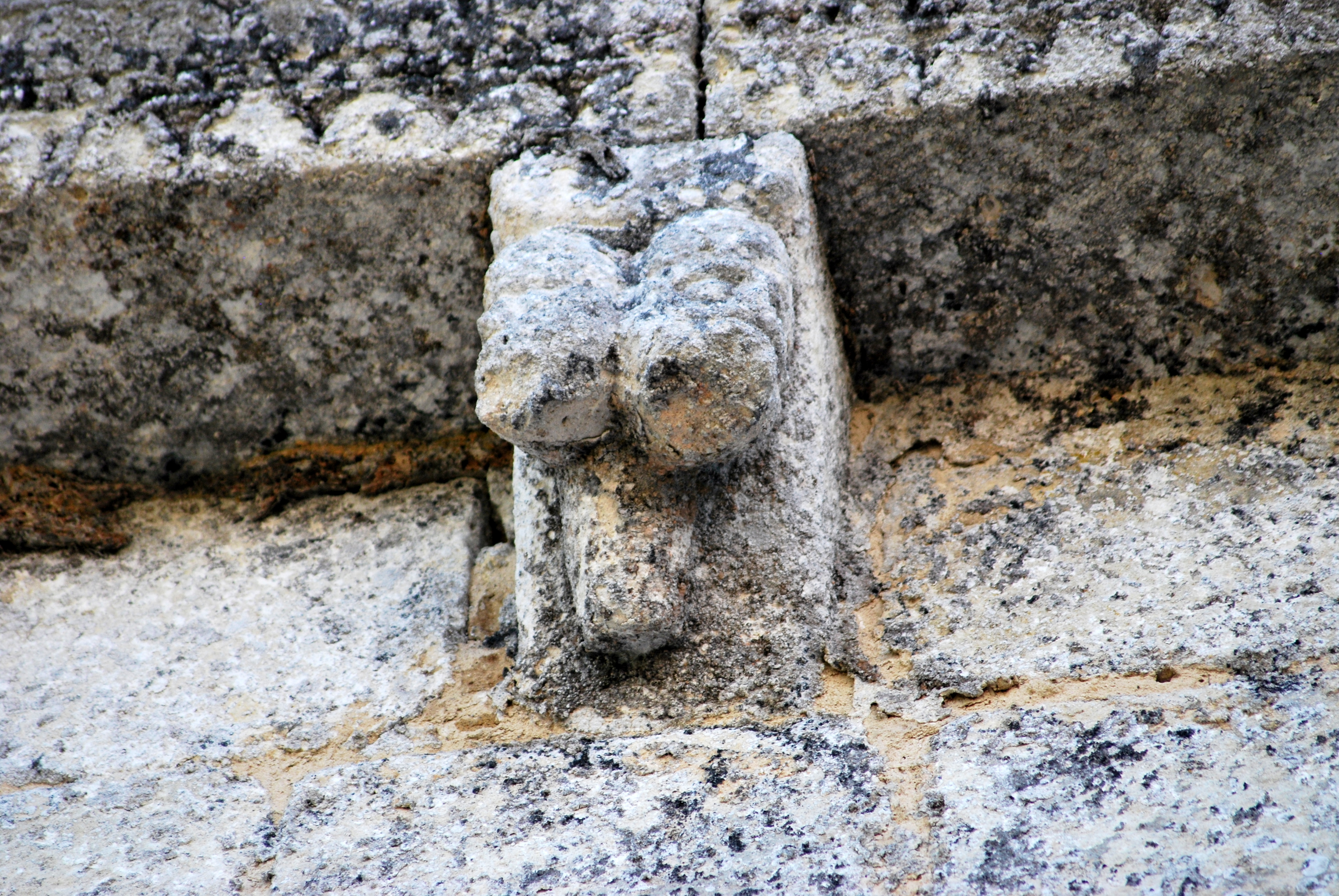
Homme bicéphale.
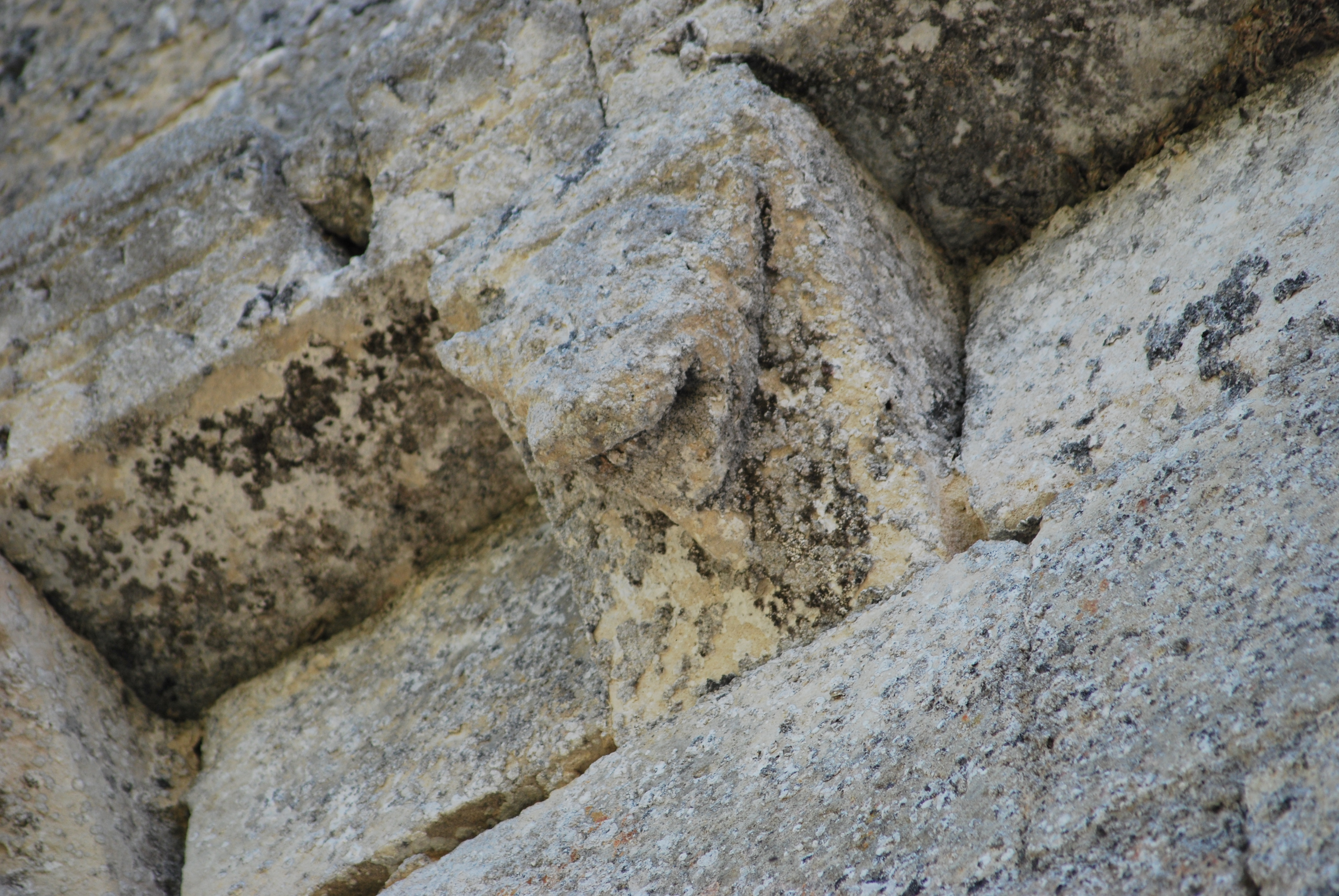
Masque maléfique.
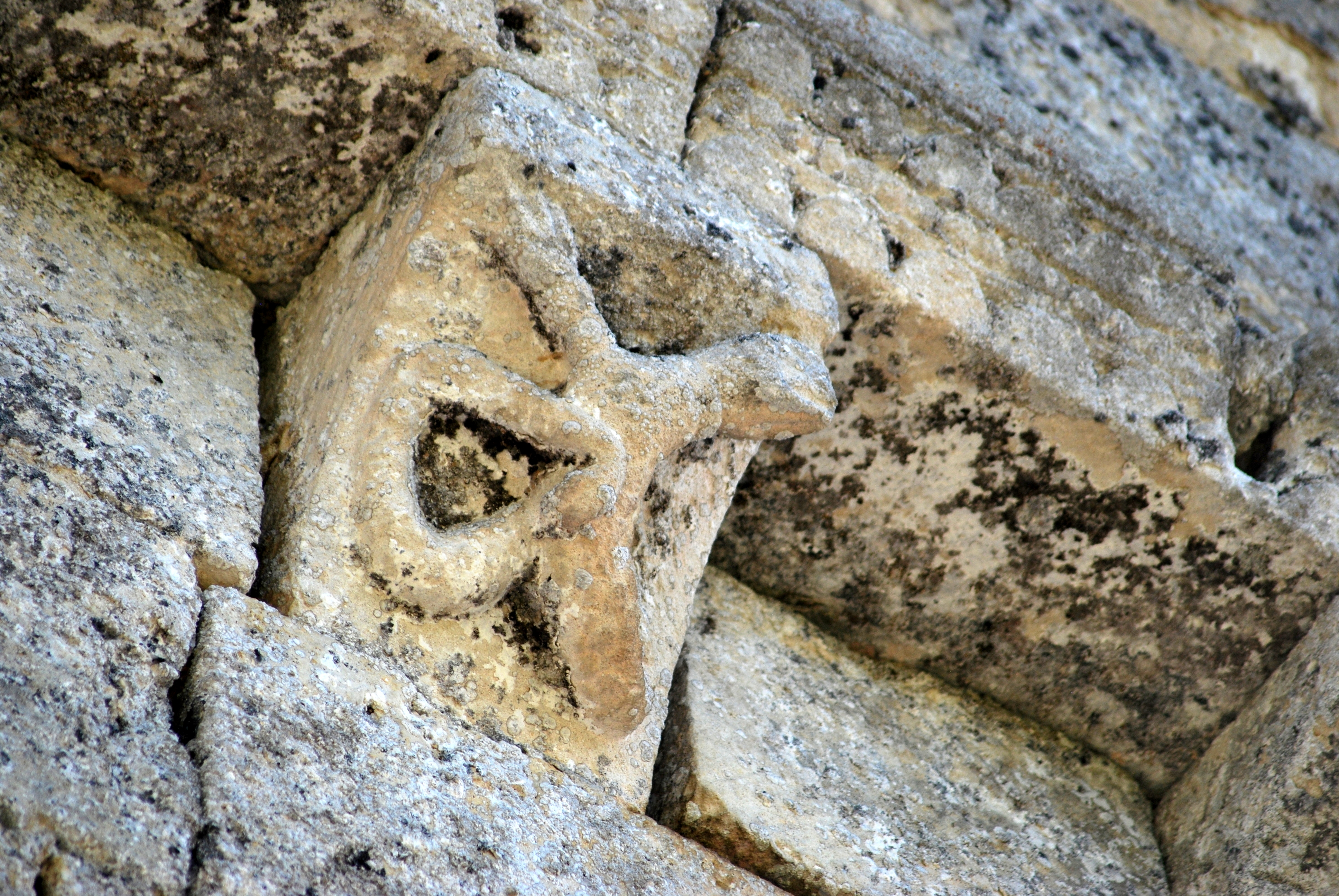
Salamandre.

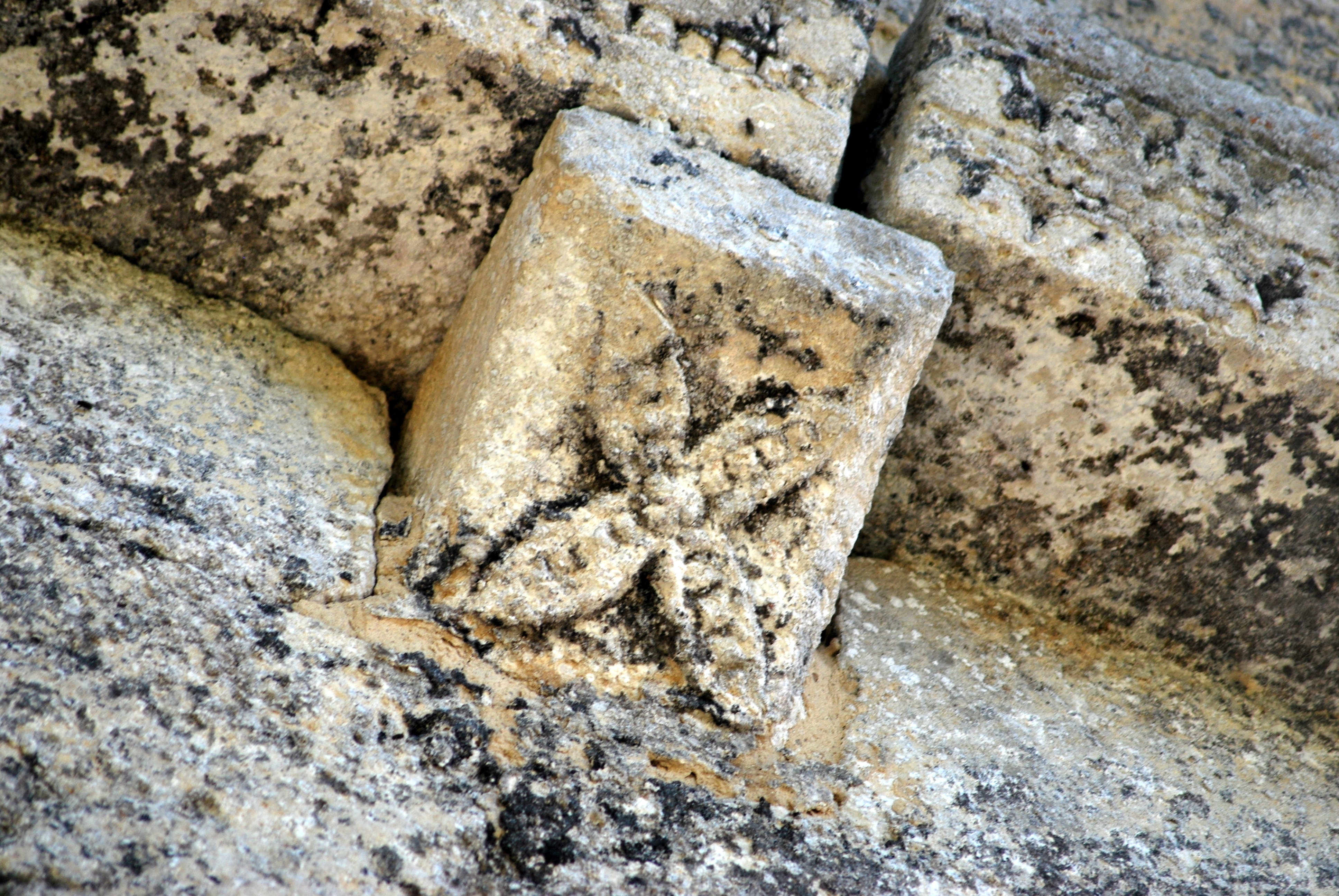
Fleur à quatre pétales.
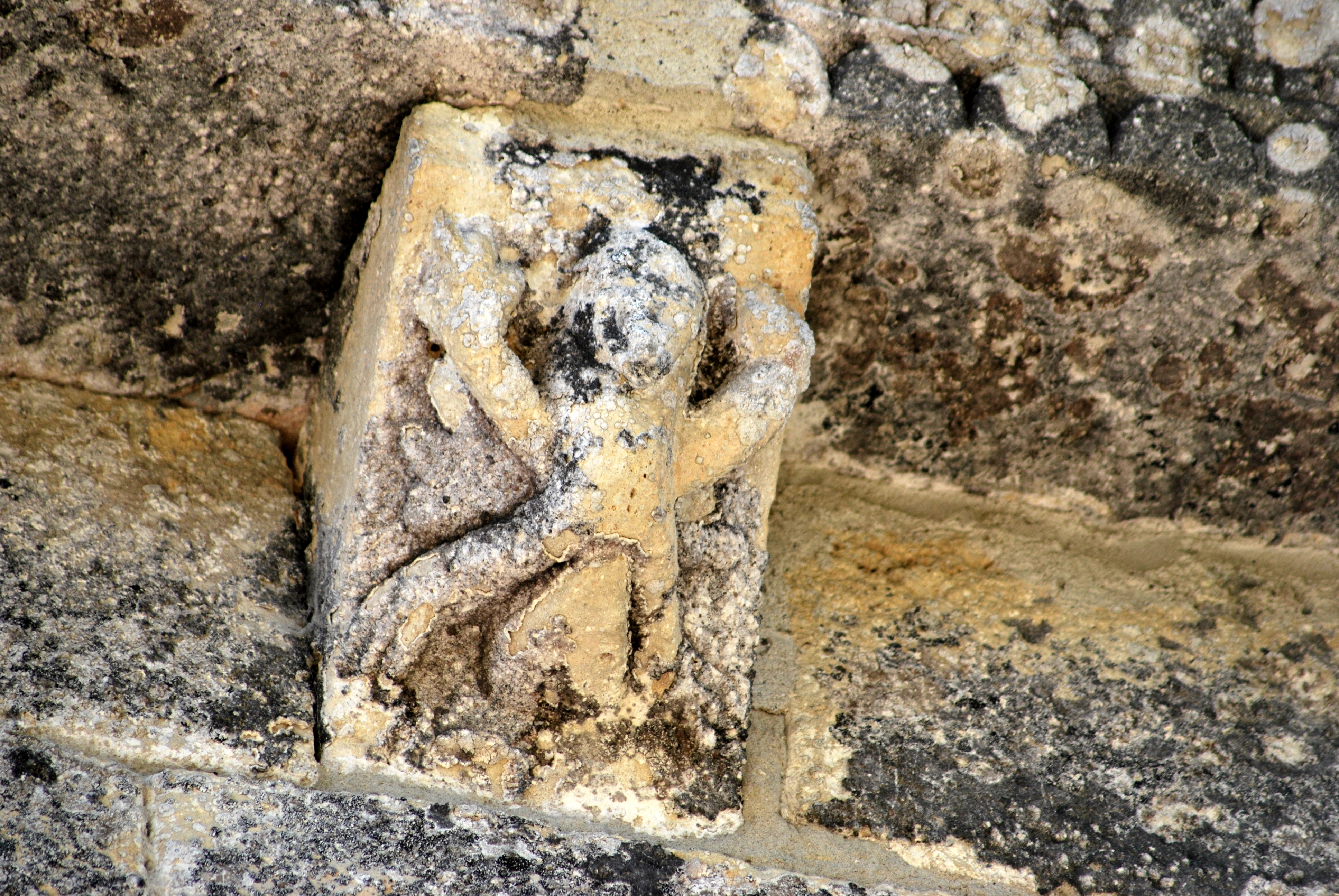
Monstre à deux têtes.
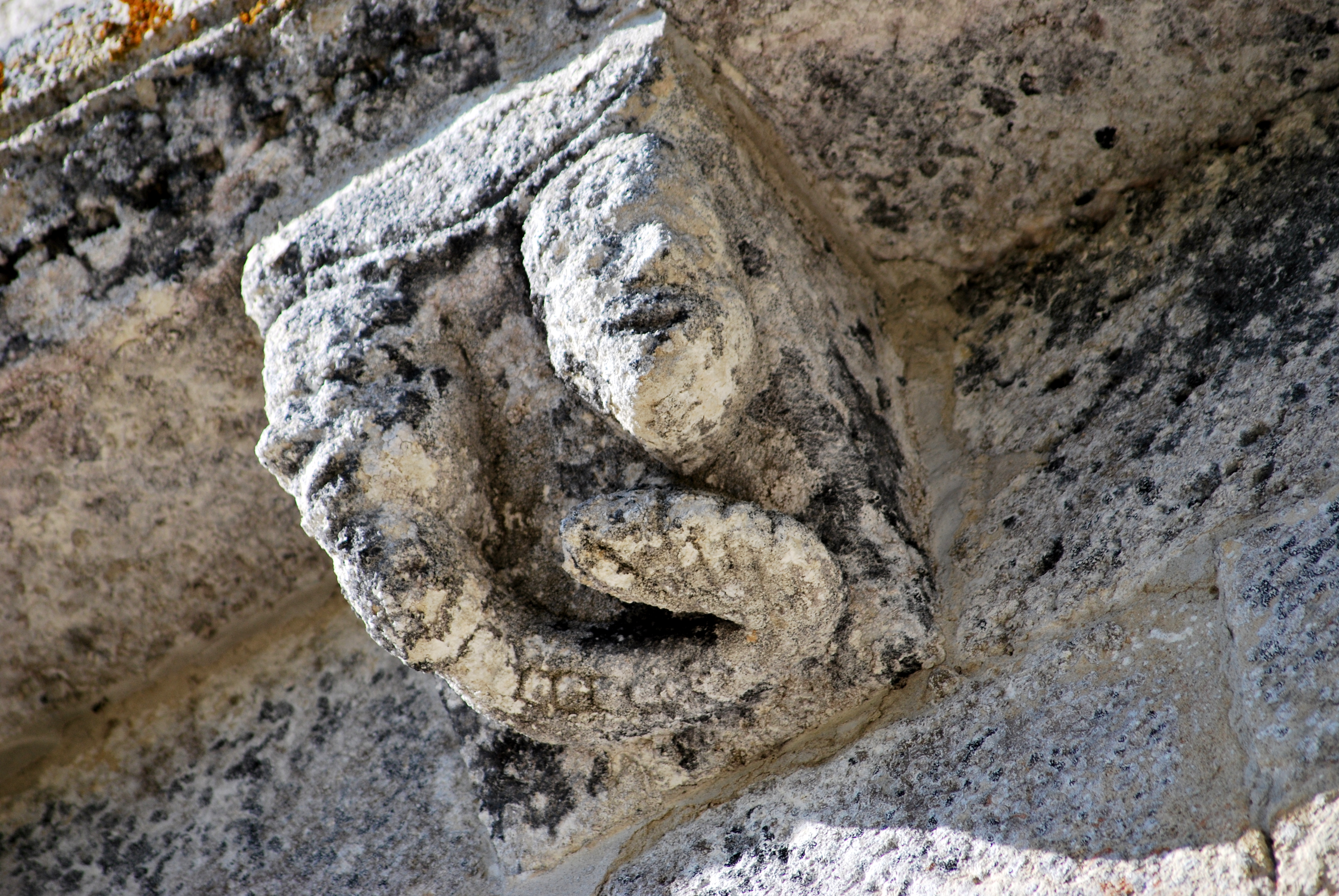
Deux hommes réunis par un serpent.
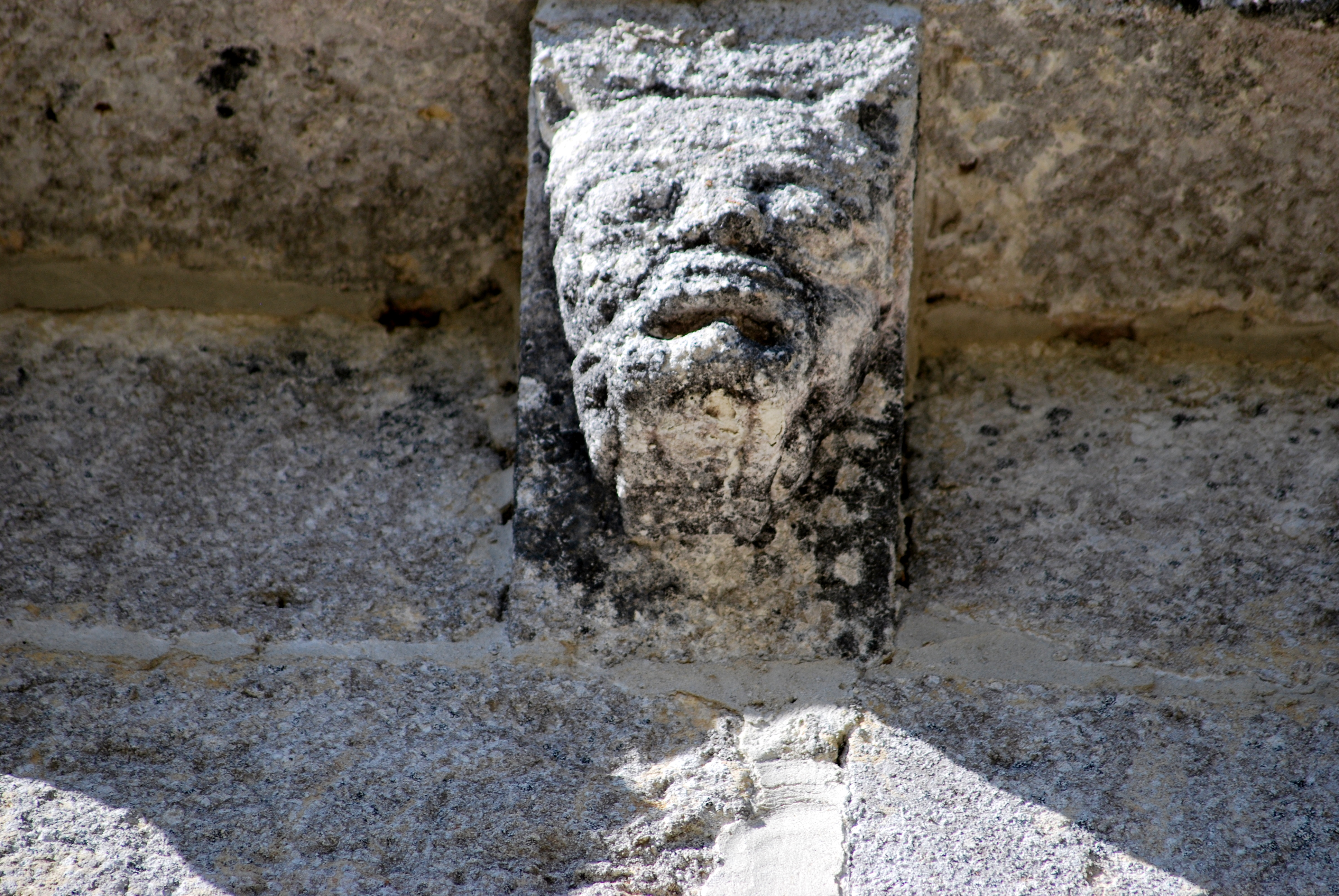
Démon tirant la langue.
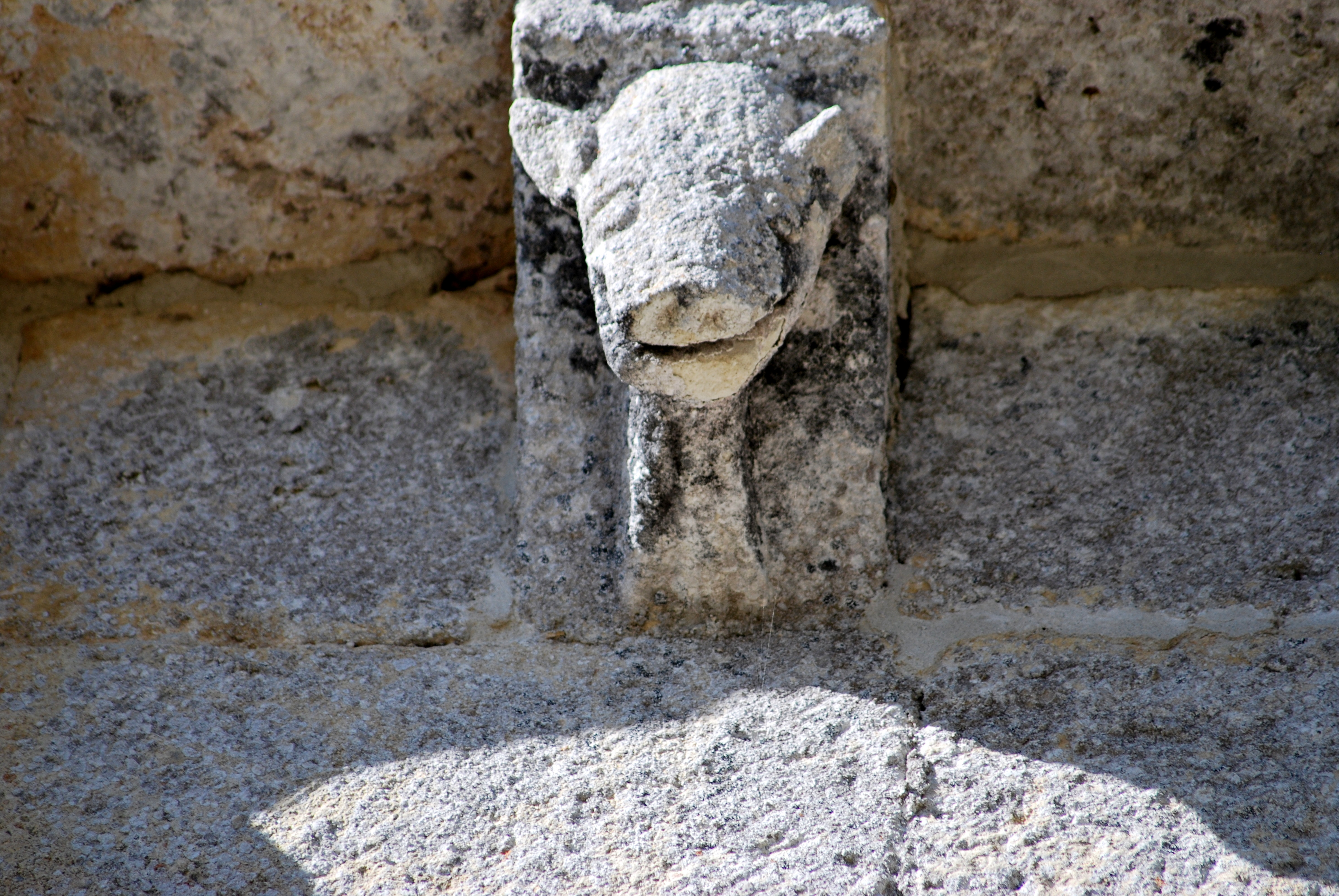
Cochon.
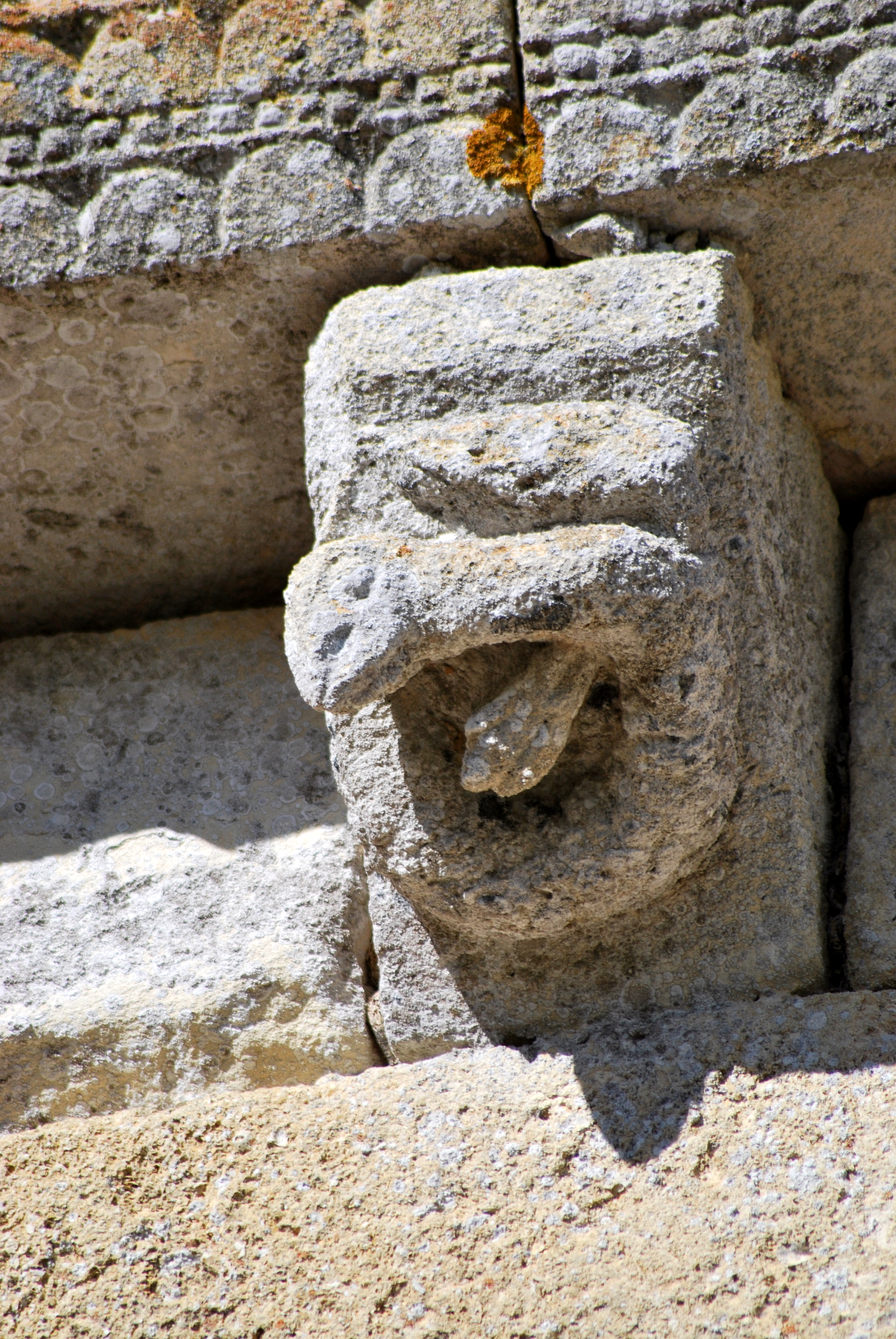
Serpent.